# はなかっぱ
『はなかっぱ』は、あきやまただしによる絵本作品のシリーズ、およびそれを原作としてNHK教育テレビ（NHK Eテレ）で2010年3月29日より放送されているテレビアニメで、またその主人公の名称。

## 概要
緑豊かな「やまびこ村」のかっぱ池で暮らす、頭に皿ではなく花が咲く河童のような家族「はなかっぱ一家」やその仲間たちの日常を描いた物語である。テレビアニメは、2006年4月から放送された『ぜんまいざむらい』の後継番組として放送される。本番組からはハイビジョン製作に切り替わった。2013年4月には、初のアニメ劇場版である『映画はなかっぱ 花さけ!パッカ〜ん♪ 蝶の国の大冒険』『ザッツ・はなかっぱミュージカル パンとごはん、どっちなの!?』が公開された。また、主人公のはなかっぱは頭から様々な花を咲かせることができる。

## 関連書籍

### 原作本
- はなかっぱ（2006年7月21日 ISBN 4-8401-1561-3）
- はなかっぱとグチャットン（2006年10月6日 ISBN 4-8401-1712-8）
- はなかっぱとエゴロウ（2010年3月17日 ISBN 978-4-8401-3262-6）
- はなかっぱのだいぼうけん（2010年6月16日 ISBN 978-4-8401-3430-9）
- はなかっぱとももかっぱ（2011年6月17日 ISBN 978-4-8401-3949-6）
- はなかっぱとはねかっぱ（2012年6月1日 ISBN 978-4-8401-4590-9）
- はなかっぱとひのかっぱ（2014年3月14日 ISBN 978-4-04-066360-9）
- はなかっぱ うみのぼうけん（2015年11月17日 ISBN 978-4-04-103788-1）

はなかっぱ おともだちえほん
- はなかっぱ おおきくなるぞ?（2010年12月3日 ISBN 978-4-8401-3652-5）
- はなかっぱ アゲルちゃんげんきにな〜れ（2010年12月3日 ISBN 978-4-8401-3653-2）
- はなかっぱ ぼくらはヒーロー！（2011年3月18日 ISBN 978-4-8401-3851-2）
- はなかっぱ すてきなクリスマス（2011年11月4日 ISBN 978-4-8401-4287-8）
- はなかっぱ そっくりでびっくり（2012年8月3日 ISBN 978-4-8401-4668-5）
- はなかっぱ クリスマスのおくりもの（2012年11月2日 ISBN 978-4-8401-4883-2）
- はなかっぱ がんばれ！アゲルちゃん（2013年4月5日 ISBN 978-4-8401-5154-2）
- はなかっぱ がりぞーのひみつ（2013年8月2日 ISBN 978-4-8401-5271-6）
- はなかっぱ おかあさんといっしょに（2014年8月8日 ISBN 978-4-04-066944-1）

はじめてのはなかっぱ
- はなさけぱっか〜ん（2011年7月15日 ISBN 978-4-8401-3986-1）
- ももかっぱ、なにいろ？（2011年10月7日 ISBN 978-4-8401-4258-8）
- げんきにごあいさつ（2012年1月20日 ISBN 978-4-8401-4359-2）

発行：KADOKAWA メディアファクトリー

### テレビアニメ本
- テレビ超ひゃっか はなかっぱ だいずかん（2010年5月18日 ISBN 978-4-09-751042-0）
- まるごとシールブック はなかっぱ（2010年5月18日 ISBN 978-4-09-734857-3）
- テレビ絵本 はなかっぱ おはなしシリーズ①（2010年6月15日 ISBN 978-4-09-116291-5）
- 知育ちがいさがしブック はなかっぱ（2010年8月10日 ISBN 978-4-09-726423-1）
- わくわくシールえほん はなかっぱ（2010年8月10日 ISBN 978-4-09-734868-9）
- とびだすえほん はなかっぱ みんなであそぼ（2010年10月27日 ISBN 978-4-09-734852-8）
- 幼稚園 2010年12月号増刊 はなかっぱファン（2010年11月20日）
- マグネットシールえほん はなかっぱ みんななかよし（2010年12月7日 ISBN 978-4-09-941570-9）
- えあわせパズルえほん はなかっぱ（2010年12月9日 ISBN 978-4-09-941576-1）
- 知育ドリル はなかっぱ はじめてのえんぴつおけいこ1〜10までのかず（2011年2月24日 ISBN 978-4-09-25-3426-1）
- テレビ絵本 はなかっぱ おはなしシリーズ②（2011年2月25日 ISBN 978-4-09-116292-2）
- 知育ぬりえ はなかっぱ（2011年3月22日 ISBN 978-4-09-112391-6）
- わくわくみつけっこえほん はなかっぱをさがせ！（2011年3月24日 ISBN 978-4-09-726441-5）
- 幼稚園 2011年6月号増刊 はなかっぱファン2 （2011年4月23日）
- はなかっぱ どっさりクイズブック（2011年9月8日 ISBN 978-4-0973-6042-1）
- ぷぷぷBOOKS はなかっぱ（2011年12月1日 ISBN 978-4-09-751505-0）
- シールであそぼう！映画はなかっぱ（2013年4月5日 ISBN 978-4-09-116340-0）
- テレビ絵本 映画はなかっぱ花さけ!パッカ〜ん♪蝶の国の大冒険（2013年4月5日 ISBN 978-4-09-116343-1）
- ひらめき★シールえほん はなかっぱ あいうえおけいこ1・2・3！（2015年4月22日 ISBN 978-4-09-746097-8）

発行：小学館

## 原作本
テレビアニメ放送以前の原作本ではエコロジー（地球環境問題）をテーマに描かれており、テレビアニメには登場しない「ポークシティ」という都会があって、その町は大気汚染やゴミ問題などの環境破壊に悩まされている。なお、テレビアニメ放送以降からの新刊では、テレビアニメの設定とキャラクターが使用されている。

### 原作のみ登場するキャラクター
トンガルー
カンガルーをモチーフにした男の子。はなかっぱのお友達。
ぶっきらぞう
ゾウをモチーフにした男の子。はなかっぱのお友達。
ヤワラカメ
カメ（?）をモチーフにした女の子。はなかっぱのお友達。
インチキン
ニワトリをモチーフにした女の子。はなかっぱのお友達。
ポーク市長
ブタをモチーフにした男性。ポークシティの市長で、小さい頃はやまびこ村に住んでいた。人当たりが良く断りにくい性格で、部下であるはずのエゴロウに「町の収益になる！」の一言でエコロジーを無視した都市開発を容認する。
グチャットン
ブタをモチーフにした怪物。ポークシティのゴミ山から出てきた。

## テレビアニメ
テレビアニメは原作本から登場人物や設定を大幅に変更して、10分番組に仕上げたショートアニメ作品。月 - 金曜日の朝に2話分を放送して、同日の夕方に再放送している。2014年度より、字幕放送開始。声の出演者の多くは、同一の回で複数の役を掛け持ちすることがあり、その中の一つの役でクレジットされることが多い。また、回によってはナレーションが入ることもある。家族以外の一部登場人物はクレジットの表記揺れなどが見られる場合もある。
2020年に放送10周年を迎えた。NHKの国産テレビアニメの中では『忍たま乱太郎』『おじゃる丸』に次いで3番目に放送期間が長い。

### 登場キャラクター
出典：
はなかっぱとその家族、ももかっぱちゃん、獅子じゅうろく博士、エゴロウ以外はアニメオリジナルキャラクターである。

#### はなかっぱとその家族
原作本で無かった家族の名前がテレビアニメで正式に命名される。家族の名前はそれぞれの頭に咲いている花に由来している。あきやまただし公式Twitterで連載している、はなかっぱ青春編では苗字が「水木」であることが判明している。はなかっぱ族は全員に共通して水中でも息ができる。はなかっぱの家族は皆髪がない点が共通している（他のはなかっぱ族には皆髪がある）。また、彼らは基本的に着衣のままでも泳げ、水中を泳いで水から上がった後も着替える様子はないことが窺える。ただし、ももかっぱは友達と地下水路に入った際には水着に着替えたことがあるほか、ももかっぱとお兄さんを含む一家総出でシンクロ大会に出場した時は全員が揃いの水着を着用した。また、水に入った後は体は濡れていない様子だが、雨などで水が当たると濡れるということもある。
はなかっぱ
声 - 中川里江
本作の主人公。頭に花が咲いている河童の一族の男の子。一人称は「僕」。頭には濃いピンク色の「とりあえずの花」が咲いており、そこから実在するものから不思議なものまで実に色々な植物を咲かせることができる。未熟なためかなかなか思い通りのものを咲かせることが出来ず、たまに祖父のはす次郎と特訓している。驚いたり怒ったりした時などに無意識に何かを咲かせることもある。大人になると決まった花しか咲かせられなくなる為、ひまごろうのように大きな花が咲くことを夢見ている。また、将来ははす次郎のように世界中を冒険して回りたいという夢を持っている。時々聞いた話などに影響を受けたり焦って大人の花にしようとする花が変わることがある。ちなみに初めて咲かせた花はタンポポ。時々スランプや体調不良、栄養不足により花が咲かなくなることがあったり、花束を出したこともある。
優しい性格だがいたずら好きなどの面もあり、調子に乗りやすく、家族や友人だけでなく、多くの大人達、果てはがりぞーとアゲルにまで迷惑をかけ怒られる事がある。極稀に咲く「わか蘭」の花をがりぞーとアゲルに狙われているが、咲かせ方が分からないので事あるごとに変装した二人に騙されたり、驚かされている。本人はその都度ショックを受けたり怒ったりしているが、一緒に遊ぶときは特に気にしていない。また、間接的に二人をお祭りに誘おうとしたこともある。豆類が大好物。
ひまごろう
声 - 木内秀信
はなかっぱの父。頭には大きなヒマワリが咲いており、眉毛が繋がっている。濃い緑色のベスト、ベージュ色のワイシャツ、茶色のズボンを身につけている。農業を営み、さまざまな農作物を育てている。神経衰弱やバイオリンを弾くことが得意。バイオリンでは、アゲルちゃんと組んだ事がある。
植物に関しての知識ははす次郎に次ぐほど豊富で、殊に実在の植物に関しては詳しく、「○○科」の植物とまで説明することもある。
昔は痩せていたが、今は大柄で力持ち。普段は温厚な性格であるが、はなかっぱを叱ったり咎めたりすることもあることから父親らしくしっかり者である。
ポッポリーヌ
声 - 尾崎恵
はなかっぱの母。頭にタンポポが咲いており、頭の花が綿毛になった際は自分自身も風に乗って飛ばされることがある。一人称は「私」。はなかっぱ、ひまごろうからは「お母さん」、はす次郎からは「ポポちゃん」、かすみからは「ポポさん」と呼ばれている。交友関係は広く、同級生の母親たちやノッコさん、ふわ吉の母親などと仲が良い。学生の頃はおさげの三つ編みにしていた。白っぽいエプロンを着けていて、お出かけの時などおめかしの必要がある場合に、薄いピンク色のワンピースを着ることもある。
普段はおっとりしていて天然なお母さん。優しいが怒ると友人たちでさえ逃げ出すほど怖く雷が落ちるほどめちゃくちゃ怖い。怒ると息子のはなかっぱには容赦なくキレる。またその一方でドジな一面も。
花に関しては一般的に知識はあるようだが、はなかっぱが頭に咲いた花の影響で意味不明な行動を取っていても、普段の行いからかふざけていると勘違いする事もよくあり、はす次郎ほど詳しくない。
はす次郎
声 - 緒方賢一
はなかっぱの祖父、ポッポリーヌの父。頭にハスが咲いている。一人称は「わし」。はなかっぱ、ポッポリーヌ、ひまごろうからは「おじいちゃん」、かすみからは「はす次郎さん」、と呼ばれている。趣味は囲碁、将棋、俳句、釣り、入浴など。普段は緑色のトレーナー風のシャツとモスグリーンのズボンを着用しており、水中を泳ぐ時も同じ。寝る際にはパジャマを着用。出かける際に濃い灰色のトレンチコートを着ることがある。
趣味は、山登りや石積みなど幅広い。若い頃は冒険家だった。
また花の名前にも大変詳しく、はなかっぱが咲かせた花の解説役でもある。
強かな面がありがりぞー達だけでなく、蝶兵衛の変装を一瞬で見破った上で、さまざまな無茶振りをさせることがある。また、病気で寝込んでいた（実は仮病だった）はなかっぱに所有する「臭くて苦くて不味い薬」を飲ませたこともある。
妻のかすみとは今でも仲睦まじい。
注射が苦手。それ故予防接種の日、はなかっぱと村中逃げ回った。最後は村人の行列を見付けて並んだが、予防接種を受ける人の行列であった為に予防接種を受ける羽目になる。
がりぞーの間食に悩んでいた蝶兵衛に「うちのはなかっぱは時々『わか蘭』を咲かせるから、がりぞーに盗りに行かせ、お前は若返りたい老人を演じればいい」と助言した張本人である。
かすみ
声 - 堀越真己
はなかっぱの祖母、ポッポリーヌの母。頭にカスミソウが咲いている。一人称は「私」。はなかっぱ、ポッポリーヌ、ひまごろうからは「おばあちゃん」、はす次郎からは「かすみちゃん」と呼ばれている。眼鏡をかけていて、ピンク色のワンピースに紫色のタイツを着ている。
普段はおっとりして穏やかであり、滅多に怒らない性格だが、はなかっぱやはす次郎らを叱ったりする時は厳しい口調になることがある。
薬物等を作るのも得意分野であり、漬物・薬草・ジュースなど健康にも気をつけるという一面がある。先述のように梅干しを作るのも得意。ひまごろうやはす次郎ほどではないが、はなかっぱが咲かせる花の名前を解説するなど植物の知識もわきまえている。

#### 黒羽根屋一味
テレビアニメで新たに設定された悪役的存在の不良キャラ。背中に虫のような翅が生えている。
黒羽根屋蝶兵衛
声 - 高木渉
背中に黒い蝶のような羽が生えている老人。やまびこ村の外に建っている大きな屋敷に孫娘のアゲルとがりぞーと共に住んでいる。アゲルの祖父でがりぞーの親分。はなかっぱ一族が咲かせると言われる若返りの植物「わか蘭」を使って若返るため、がりぞーとアゲルに「わか蘭」を取ってくるように命令する。たまに自分の他の私欲やアゲルのご機嫌取りなどのためにも命令することがある。一人称は「わし」。がりぞーからは「蝶兵衛様」、アゲルからは「おじいちゃま」と親しまれている。普段は黄色い羽織に青い袴の和装をしていることがほとんどである。我がままで偉そうな言動が多いが、根は心優しく世話焼きのため子供たちに好かれやすく、自身も子供は満更嫌いでもない。特にベイビーズを猫かわいがりする。料理も上手でがりぞーとアゲルのために特製ケーキを振る舞ったこともある。はすじろう、獅子じゅうろく博士とは幼馴染みで、特にはすじろうとは喧嘩友達兼ライバルのような関係。
がりぞー
声 - 山口勝平
蝶兵衛の友人(武術の達人、がり之助)の子で、彼の頼みで蝶兵衛の元に修行に来ている男の子。モンシロー町へ行くのキャラクター紹介によると苗字は白刃亭。
虫を思わせる見た目や、語尾に「〜（て）カ」を付けたり（変装時は付けない）、「カッカッカッカ」と笑い、背中の羽で飛ぶ時には「プ〜ン」と言っていることから蚊をモチーフにしているようだが、実はマスクの下はネズミのような見た目であることが絵本版でのみ明かされている（アニメでも顔の皮が一部剥げたことがある）。基本は甲高い声。一人称は「がりぞー様」、稀に「俺」あるいは「俺様」。ボーダー柄のシャツを着ている。
兄がおり名前はがり丸という。がり丸のスーツのモチーフはトンボのデザインとなっておりアゲルの兄モンシローと共に過ごしていた。(アゲルちゃんとモンシロー第6話より)
はなかっぱ青春編では、がりれおという兄やガリンダという妹がいることも判明している。
蝶兵衛の命令で、変装してはなかっぱに近づき、あの手この手ではなかっぱに「わか蘭」を咲かせて奪うために、はなかっぱを騙してからかう等して悪役全開で奪い取っていくが、いつも失敗して大目玉を食っている。失敗を誤魔化す為に、蝶兵衛やアゲルちゃんを騙しておやつを得ようとした事もあるが、いずれも失敗している。修行の一環として屋敷の掃除や料理なども引き受けているため、家事全般が得意であり、根は真面目でしっかり者。
当初はアゲルのわがままぶりに忍耐強く付き合い、辟易した態度を見せたり邪険にしてケンカすることもあったが、アゲルが丸くなった現在は仲良くなっている。その代わりとしてはなかっぱの我がままぶりやマイペースに振り回され、損な役割を負ってしまう事も多くなる。
アゲル
声 - MAKO（2010年度）→杜野まこ（2011年度以降）→後藤麻衣（2025年下半期以降）
ももかっぱのライバル。蝶兵衛の孫娘。「アゲルちゃん」と呼ばれることがほとんどで、呼び捨てで呼ばれることはほとんどない。背中に蝶兵衛と同じくやや紫がかった黒い蝶のような羽が生えており、空を飛ぶことが出来る。黄色い服にピンク色のタイトスカート風の衣装を着ている。蝶の顔をモチーフにしたヘルメットをかぶっており、その下はウェーブヘアの金髪となっている。ヘルメットは空を飛ぶ時などの必需品らしい。父母、祖母については後述。兄はミュージシャンのモンシローである。がりぞーの手伝いをしているが、いつも失敗に終わる。一人称は「私」。当初はがりぞーから「アゲルお嬢様」と呼ばれていたことがある。誕生日は1月5日。ちなみに、ももかっぱちゃんも同じ1月5日生まれ。(アゲルちゃんとモンシロー第4話より)
わがままかつ自由奔放な性格で、蝶兵衛の命令もそれほど重要視していない（たまにがりぞーと一緒に蝶兵衛のために行動している時でも「用事がある」などと言って帰る事もある）が、何かとがりぞーの事を気にかけ、大グモから助けたりオヤツを半分分けてあげるなど優しいところもある。激怒すると口調が荒くなり、その際は蝶兵衛相手でさえ容赦をしない。初期は非常にわがままで子供っぽく、がりぞーに迷惑をかけていることが多かったが、現在はだいぶ丸くなり、がりぞーや蝶兵衛を叱責するなど、男勝りな一面が目立つようになった。料理も出来るが、作ったものは全部見た目こそ悪いものの味は絶品。
はなかっぱのことを「はなかっぱん」と呼ぶ。転んで足を挫いた際にはなかっぱに介抱されて以来はなかっぱに好意を抱いており、がりぞーがはなかっぱに変装した時は「本物のはなかっぱんはもっとカッコイイ」と文句を付けていて、頭に生やした植物の影響で通常でない状態になったはなかっぱを見て泣き出すこともある。ももかっぱがはなかっぱと仲良くしている所を見かけると嫉妬する。

#### はなかっぱの友達
ももかっぱのお兄さん、コケヤンの妹ピーヨンなど以外ははなかっぱ同様に学校に通っている。
ももかっぱ
声 - 宍戸留美
河童一族の女の子で、やまびこ村のアイドル的な存在。真面目でしっかり者だが、腹黒い一面もある。ショートヘアーで、はなかっぱ同様頭頂部に薄いピンク色のとりあえずの花が咲いており、様々な花を咲かせる事ができる。ただし、はなかっぱのように意図的に咲かせるというよりは怒った時などに衝動的に咲かせるタイプで、自分の意思で咲かせる事は滅多になく、はなかっぱに咲かせるように頼むことも多い。服は赤色のノースリーブのワンピース。かっぱ池から友達らと地下水路に入った際は水着に着替えている。この他、ドレス仕様の洋服を着たこともある。一人称は「私」。家族からは呼び捨て、村の友達にはちゃん付けで呼ばれている。オトコヨモギが生えた際には眉毛が太くなり、腕白なキャラになった。がりぞーやちぃかっぱから好かれている。なお、とりあえずはなかっぱからは意識されていると思っている模様。イチゴが大好物。彼女が作る料理は独特の味覚の持ち主かつ見た目を重視してしまうせいか、出来栄えこそ良いが味は壊滅的であり、食べた人は悶え苦しみ、てれてれぼうずは性格が熱血になるなど凄まじいもの。オシャレやカワイイものも好きだが、ハニワを頭にキモカワイイ系が多い独特の美意識を持つ。また、兄ほどではないものの自分が一番可愛い事を自負している、ナルシストで目立ちたがり屋な一面もある。
ももかっぱのお兄さん
声 - 栗田エリナ
ももかっぱの兄。本名は不明。 モンシロー町へ行く1話ではまだ花が決まっていないので、名前はないが、モンシローの前ではバラードと名乗っていると紹介されており、キャラクター紹介では桃川バラードと掲載されている。
一人称は「ボク」。気合で毎朝、真っ赤なバラを咲かせている。大人ではないので、バラ以外にも様々な花を咲かせる事もできる。ただし、バラ以外の花を自発的に咲かせる事はほとんどない。バラを百万本以上咲かせたこともあるため、バラの国に行ったことがあるばかりか、バラ好きなことを見込まれてバラ男爵の屋敷に招かれ、バラの管理を頼まれたこともある。バラをバカにされたりするとショックを受け、後述のような怪物を咲かせる事がある。すぎるからは「バラの兄貴」と呼ばれて慕われたこともある。幻のバラを目当てに、はなかっぱを伴って高い山に登山したこともある。キザな性格のナルシストで自分が一番かっこいいと思っているが、かなりの妹思い。咲かせたことのあるバラの種類は多岐にわたり、つねなりがどんなバラを辞書で調べても一種類を除いて咲かせた経験を口にできる。
すぎる
声 - 菊池こころ
恐竜をモチーフにした男の子。恐竜の卵の形状の水色の水玉パンツをはいている。名前のとおり「○○すぎる〜」が口癖の感激屋。いつも水色のかばんを持っている。一人称は「僕」。頑張り屋でもある。道徳的な面でも活躍する場面もある。
はなかっぱの友達の中では小柄な為、はなかっぱ達が入れない所に入ることもできる。先生によるとよく宿題を忘れるらしい。家は交番兼消防署で消防隊は一家だけでなく、他にもひまごろうやはす次郎、やまのふじの父がいる。消防隊のみならず同様のメンバーによる防衛隊も組織されており、大怪獣バラドンの出現時に出動した。
「〜だぞう」が口癖の父（声 - 代永翼）は巨大化することができ（主に大火事の時の消火活動時）、巨大化する前はすぎると同じくらいの大きさだが、巨大化すると自身より大きい妻（すぎるの母）より大きくなる。
てれてれぼうず
声 - 植田佳奈
てるてる坊主をモチーフにした男の子で、そのせいもあり晴天が好き。逆に雨天は苦手。非常に照れ屋で「照れますね〜照れますよ〜」が口癖。服は白の上着に緑のズボン。一人称は「僕」。最初の頃ははなかっぱを「くん」づけで呼んでいたが、のちに呼び捨てすることも増えた。
がりぞーが変装した女の子『ガリ子』の事が一目見た時から大好きで、彼女の前では格好つけようとする場面も見られる。また、頭の三本の毛には非常にこだわりがあり、何らかの形で消失してしまうと文字通り烈火のごとく怒りだす。
カラバッチョ
声 - 柳原哲也（アメリカザリガニ）
青いカラスをモチーフにした男の子。少々短気で口が悪く、いたずら好きでやんちゃな、はなかっぱにとっては悪友的な存在である。しかし、はなかっぱと喧嘩をした後仲直りをするなど、少し優しさの効く場面も数多い。また、惚れっぽくナルシストな面もある。かなり手先が器用で、ピンクペチコートの花からスカートとマントを作った事がある。
服は「カ」の文字がプリントされたグレーのTシャツに黒い半ズボン。一人称は「俺」。運動神経はまあまあ良く、野球やサッカーをする時に活躍している。父親（声 - 亀山助清、中村建彦（映画））が郵便局長で、郵便局に住んでいる。
配達先で知り合った人魚のドリナと友達になり、やがて恋愛対象として意識する様になるが、告白した場で自分に性別がない事を打ち明けられ戸惑ってしまうも、翌日花束と一緒に性別関係なくドリナが特別な存在だと伝えた。
コケヤン
声 - 三谷翔子
ニワトリをモチーフにした男の子。関西弁で話す。足が速く好奇心旺盛だが、やや臆病者な面がある。一人称は「わい」。たこ焼き作りが得意。父（声 - 木内秀信）が駅で働いているため、家はニワトリの頭部と蒸気機関車を模した形状をしている。妹のピーヨンを、迷惑がりながらも可愛がっている。
ピーヨン
声 - 江里夏
ひよこをモチーフにした女の子。コケヤンの妹。語尾に「ピヨ」とつけて喋る癖がある。短気でわがままで泣き虫な性格の三拍子で、いつもコケヤンを困らせる。
やまのふじ
声 - 洞内愛
茶色いウシをモチーフにした男の子。気は優しく力持ちで、富士山のような髪型が特徴。語尾に「〜だモー」「〜でごわす」をつけて話す。両親も「～でごわす」を語尾につけて話すことが多い。早食い・大食いで食いしん坊。服は黄色いTシャツに青色の半ズボン。一人称は「僕」次第に「おいら」。コケヤンほどではないが、若干怖がり。その一方、少々の騒ぎに動じることなく眠れたりもする。父親（声 - 杉野博臣）は大工で、やまのふじ自身も大工仕事が得意。家族は自身も含め、大食家で、はなかっぱが回転寿司のお店を開いた時は何皿もの寿司を食べていた。
つねなり
声 - 尾崎恵
キツネをモチーフにした男の子。冷静沈着だが思いやりがあり優しい性格。一人称は「僕」で、常に敬語口調で話す。常に図鑑や虫眼鏡を持ち歩いており、とても物知りで頭が良く、友達にも敬語で話す。はなかっぱが水槽の花を咲かせた時も中に入れた金魚を一夜中眺めている。また、はなかっぱが咲かせた花を調べて教えてくれる。しかし、どんな時でも調べようとするので、はなかっぱ達の足手纏いになる事がある。一度、珍しい模様の石を化石と間違えて紹介したことがあるが、逡巡の末に誤りを認める潔さも持つ。その反面、負けず嫌いの面もあるようで、じいやと花についての知識を巡って対決したことがある。父親（声 - 平井善之）は童話や絵本を書いており、色々な町を巡って子供たちに読み聞かせや紙芝居をしている（話自体が芝居の一部であることもあり、自身も冒頭に登場している。この父親の影響でもなかろうが、自身も読み聞かせの会の司会をしたことがある。つねなりの植物図鑑は父親から貰った父親お手製の物である。祖母（声 - 菊池こころ）は今は天国にいるが、幼少時代元気だった頃はよく彼女と花火をした。
ベーヤ
声 - 栗田エリナ
クマをモチーフにした女の子。物事をはっきり言うサバサバした性格だが、人一倍真面目で正義感が強い。いつも舌を出していて時々あかんべえをする。語尾にも「べー」をつける。服は朱色のワンピース。一人称は「あたい」。丸々した体躯だが、少女漫画風に擬人化された際はスリムになっていて、この状態の時にも常に舌を出していた。父親（声 - 川原慶久）は医師、母親（声 - 洞内愛）は看護師で、自身も将来は看護師になりたいらしい。
みろりん
声 - 橋本まい
ウサギをモチーフにした女の子。いつもスケッチブックを持ち歩いており、絵が上手い。しかし、ベレー帽が脱げると下手な絵しか描けなくなる。かなり遠くの物や人を見ることが出来る心の目の持ち主。「芸術的〜」が口癖。服装はピンクのベレー帽に襟付きのピンクのワンピース。一人称は「私」。アップルパイが大好物。父親のダロ画伯（声 - 岡崎雅紘）は世界中を旅する画家。友達の中で唯一、全員から呼び捨てにされている。

#### やまびこ村の人々・その他
獅子じゅうろく博士
声 - 高木渉
ライオンをモチーフにした男性の発明家。研究所で凄いけど変な物ばかり発明している。はす次郎や蝶兵衛とは同級生で、子供の頃から発明をしており、発明品は人を喜ばせたという。甲高い声が特徴で、一人称は「私」と「わし」で、語尾に「なのだ」（「なのだ～」とも聞こえる）と付けて喋る。「しっしっし・・・」と声を立てて笑う癖がある。
発明品の開発途中などに途中で出かけようとする際などに、居合わせたはなかっぱらに「これはまだ未完成だから（試作中のとても壊れやすい失敗作だから）絶対に触っちゃダメ」などと念を押して去るが、大抵何らかの形ではなかっぱに「博士はいつもケチで物事を大げさにいう癖がある。一回ぐらい触ったってどうってことないさ」とばかり触られる。
田中先生
声 - 木内秀信
犬をモチーフにした体育を中心に担当する男性の先生で、はなかっぱ達の副担任。生徒思いの優しい熱血漢。また感激屋でもある。はなかっぱたちを背負って走る事が出来るほど力持ち。常に、タンクトップを着用している。「ほっほのほー」という掛け声や喋り方のトーンが独特で、がりぞーやアゲルが彼に変装する際も、必ずこの喋り方は真似をされる。主にランニングで山登りをして朝日や夕日を見ることを楽しみにしている。自宅にはトレーニング道具がある。
佐藤先生
声 - 堀越真己
ブタをモチーフにした女性の先生で、はなかっぱ達の担任。いろいろな事を教える。母親（声 - 小宮和枝）は大柄で、後ろ姿だけ見ていたはなかっぱ達に、佐藤先生の恋人と間違えられた。ダンスが好きで、やまびこ村のお祭りで田中先生共々カーニバル風の扮装をしてダンスに興じたことがある他、生徒たちにフラダンスを踊って村人たちに見せることを提案。熱心に指導した。自らはそれが終わると衣装替えをしてサンバを踊り始めた。サンバはしょっちゅう踊っている。スポーツ大会のシンクロナイズドスイミングにも田中先生と組んで参加している。
もりおに
声 - 奥正史
見た目は鬼のような姿だが、性格は優しく、子供にしか会えない（普通は人には見えない。実際、はす次郎は彼を見えないとはなかっぱに言ったことがある）自然を愛する不思議な伝説と呼ばれし妖精。はなかっぱも紙飛行機が見つからなかった際に出会った。はなかっぱ以外ではがりぞーとアゲルちゃんが巨大化したもりおにに会っている。後に何人かの友達らと会ってもいて、一緒に遊んでいる。森や森の生き物などに危険が及んだりすると怒るが、助けたりすると逆にとても親切にしてくれる。森の妖精だけに山や森の美しい風景が見える場所をよく知っている。
梅さん
声 - 木内秀信
犬をモチーフにした男性で、万屋を経営している。福引屋やのど自慢大会の司会などやまびこ村のさまざまな行事も担当している。すぎるくんの金魚のキンちゃんを引き取ったこともある。意外なところではシンクロナイズドスイミングができる。また、普段は万屋を営んでいるが、それとは別に飲食店を経営することがあり、ラーメン屋を経営したこともあるが、こだわりが強すぎて不評だったことから閉店することが多くなるなどした。その後、立ち直ってパンケーキの店を開いている。他にもピザの配達も行っている。経営する万屋は日用品から古物まで多彩なものを販売している。ごみ収集を業として行うこともある。
すみれさん
声 - 洞内愛
猫をモチーフにした女性で、ももかっぱたちが来たファンシーショップで働いているおしゃれ好き。働いているファンシーショップでの立場が店長か店員なのかは不明。ギャル語で話す。なお、容姿の類似した女性が何処かの土産物屋などで働いているほか、バラ王国の女王も彼女に似ている。すみれさんと名前で呼ばれることもある一方、ベーヤは呼びかける際に「おねえさん」と呼んだことがある。
コケヤンの母
声 - 植田佳奈

シカ（の）おじさん
声 - 木内秀信
野球をしていたはなかっぱ達に、盆栽を割られる。菊コンテスト、氷の彫刻コンテスト、スポーツ大会などの審査員・主催人を務めることもある。村長の補佐役のようなこともする場面がある。眼鏡をかけている事が多いが、外すと時にありかがわからなくなり、その度にすぎるくんの父親にありかを尋ねている。回によっては「シカのおじいさん」というクレジットもある。また、わか蘭を食べて若返った際に、本物の小鹿のような見た目になってしまった。
エゴロウ
声 - 後藤ヒロキ
ゴキブリをモチーフにした男性で、大企業の社長。自然が大嫌いで、森を伐採してロケット工場を建設しようとしていた。最終的にロケット計画は中止となり、部下の黒服たちに無理やり帰らされた。なお、彼と風体の類似した人物がテレビに出ていたことがある。
迷い婆さん
声 - 菊池こころ
カバをモチーフにした老婆で、はなかっぱたちはだいたい彼女と路上で出会い、道を訊かれる。間延びした口調で話す。話し好きで話し出すと長くなりがち。
レテノール
声 - 栗田エリナ
レテノールモルフォをモチーフにした、金髪に紫のドレスを着た女性。
大陸から渡ってきた蝶の群れの中にいたが、休もうと立ち寄った森で禁断の花の蜜を吸ったため、人間（美少女）のような風体になり森から出られなくなってしまった。元々はなかっぱが夢の中で見つけ、その夢から覚めた後に、夢で見たのと同じような森で彼女と出会っている。通称「レテ」。元の蝶の姿に戻るためには、ブルーローズの蜜が必要だと聞いたはなかっぱが、レテのためにブルーローズを咲かせようと奮闘する。はなかっぱは恋心らしいものを抱いた様だが、それでも彼女を蝶に戻し仲間の元へ返す事を優先した。
村長
声 - 木内秀信
田中先生と同じく、犬をモチーフにしており、やまびこ村の村長。容姿は田中先生に似ているが、血縁関係等はない模様。村役場の正面に銅像が立つほどの人物。村長歴はそれなりに長い様子で、一度、自身の後継者を探している旨の発言をしたことがあるが、選挙結果などから、以後も自身が村長を務めることになった。氷山から氷を運び出すための百項目もの極意を知っている。
（みろりんの）恋人
声 - 後藤ヒロキ
みろりんが三日三晩不眠不休で描いた架空の人物。真夜中に絵から飛び出してみろりんとデートをしたが、その際にもう絵は描かないと言ったみろりんに再び絵を描くように言った。みろりんのベレー帽をもらって絵に戻ってからもかぶっている。
ベイビーズ
声 - 長縄まりあ（ブラザー）、種﨑敦美（シスター）
獅子じゅうろく博士が発明品の整理をしているうちに出てきた、カッパ族と思しき二人の赤ん坊の人形。青とピンクのオーバーオールを着ている。二人とも黄色い嘴があり、頭にはとりあえずの花も咲いている。一見愛らしいが実は流暢に言葉を話せる生意気ないたずら者で、行く先々他者の見えない所でやりたい放題しては赤ん坊の振りをしてやり過ごし、本性を知るはなかっぱに責任をなすりつけている。ただし、世話焼きの蝶兵衛だけは苦手で鬱陶しく思っている。パーティー好きでDJブースをベビーカーに隠し持ち歩いている。
モンシロー
声 - 後藤ヒロキ
アゲルの兄で、モンシロチョウがモチーフの男性ミュージシャン。いつも不機嫌そうな表情でハードロック調のギターを弾いているので、村人たちはおろか、はなかっぱたちからも怖がられている。しかし、その後、偶然にモンシローと出会ったももかっぱちゃんは、彼から助けてもらったばかりか歌を聴かせてもらっている。都会から来たプロデューサーにスカウトされて、プロの歌手になるために都会へ旅立ったが、人気歌手となりやまびこ村でふるさとコンサートを行った。
がり丸
声 - 山口竜之介
がりぞーの兄で、モンシローとバンドを組んでいる。
オームラ先生
声 - 木内秀信
モンシローたちの先生であり、元漫才師。
フクロウ
声 - 木内秀信
フクロウをモチーフにした男性で、「夜の警察官」として毎晩見回りをしている。はなかっぱがヤコウボクを咲かせて夜に外出した時に出会い、夜の村を案内した。語尾に「ホー」をつけて話す。（「ワンダホウダ『ホー』」など。）
ミカ
声 - 菊池こころ
灰色のネコをモチーフにした少女。濃いピンク色のワンピースを着ている。町で会社員をしている「ミシェル」と、お花の先生をしている「タマミ」という二人の女性と暮らしている。
ドリナ
声 - 橋本まい
アマビエをモチーフにした人魚の子供。
やまびこ村から少し離れた湖のほとりにある別荘へ、休暇を利用して両親と遊びに来ていた。近くに遊び友達がいないため寂しい思いをしていたが、たまたま手紙を配達に来たカラバッチョと仲良くなる。
外見こそ少女そのものだが、実はドリナ達一族は幼いうちは性別が定まっておらず、大人になる過程で決まっていき、どちらにもならないまま成長する場合もある。カラバッチョから告白された時もその事を理由に断るも、帰郷する当日見送りに来た彼から「性別関係なくドリナが特別だ」と言われ、花束を受け取りながら手紙を書くと約束した
カメ太郎
声 - 杜野まこ(子供)、後藤ヒロキ(大人)
はす次郎が冒険の最中に助けた子亀。
かすみに宛てた七色のかすみ草の押し花入りの手紙を届ける役をかってでるも、亀ゆえに歩みが遅すぎ、ようやく辿り着いたのはかなりの年月が経った後であった。
ハリー
隣村からやって来たハリネズミの女の子。スカートが苦手で長ズボンをはいている。
恥ずかしがり屋でももかっぱちゃんの後ろに隠れていたが、カラバッチョからピンクペチコートのマントを作ってもらった事でうちとけた。
バッファロー親方
声 - 野澤英義
クロゲ
声 - 不明
ジャージー川
声 - 岡崎雅紘
※その他、シカ男、白くまのおじさん・ブタ君・ブタの父親・ブタの母親・（前述のパーマのおばあさんを含む）カバの夫婦・ウシの牛乳屋さん（または牧場の主人）・キツネのお兄さん・犬神さん・クワガタおじさん・ゾウの車掌さん・政治家・キツネやタヌキの女子学生・トリおばさん・ケーキ屋のおねえさん・キレイなおねえさん・抽象画のような造形の母娘など、たくさんの住人がいる。やまびこ村の住人以外にも何人かの登場人物がいる。

#### はなかっぱたち以外の他のかっぱ一族
とげ次郎
声 - 高木渉
はす次郎の冒険家仲間でしかも幼馴染で花火師。名前のように頭にサボテンが咲いている男性。いつもカウボーイルックスをしている。子供の頃からカウボーイごっこをしていた。カウボーイ選手権も催している。花そろえではお題を出す司会をしていた。
ノッコさん
声 - 三谷翔子
ポッポリーヌの友達で、生まれたての赤ちゃんがいる。頭にチューリップが咲いている女性。彼女の連れている赤ん坊が主人公になったこともある。名前は平仮名でクレジットされる場合もある。
お松さん
声 - 宮沢きよこ
かすみの幼馴染で、おせっかいを言う。名前のように頭に松が生えているおばあさん。礼儀にうるさく小言が多いので、はなかっぱたちからは「チクチクばあさん」と呼ばれている。はなかっぱの家の食卓の味噌や梅干を作っている。電車ではしゃいでいるはなかっぱたちをたしなめつつもお菓子をくれるなど、優しい一面もある。かすみ同様に若手演歌歌手・コタロウの大ファン。「安い」「無料」などの惹句に惹きつけられやすい。
マスターカッパー
声 - 龍田直樹
山奥に住んでいて、頭に羽のような花を咲かせている。はす次郎の古い友達で、はなかっぱ、ももかっぱちゃんのお兄さん、ふわ吉、がりぞーが修行を受けたことがある。一見ふざけているような修行内容だが、その力はスランプのももかっぱちゃんのお兄さんの咲かなくなったバラを咲かせるほどすごい。基本的に弟子はとらない主義。今のような状態になったのは、10歳の頃に思いを寄せていた5歳年上の美女子を喜ばせようと見たことのない花を咲かせるために世界中を飛び回って長期間修行をしたため。
ふわ吉
声 - 遊佐浩二
積極思考故の優柔不断な性格で、好きな花が多すぎて大人なのにまだ自分の花を決められず、頭にとりあえずの花を咲かせている青年。迷っている期間が長かったせいで、自由自在に好みの花を頭に咲かせることができる（優柔不断な性格故に、桜とチューリップが混ざった花を咲かせたことがある。花の色も自在に変えて咲かせることが可能）。はなかっぱからは「ふわ吉にいちゃん」もしくは単に「にいちゃん」と呼ばれている。数回修行を受けている為かマスターカッパーとも親しく、彼からは「ふわちゃん」と呼ばれている。滅多な事では怒らず、いつも笑い口調でニコニコしている。
ふわ吉の母親
声 - 笠松美樹
頭にはスミレが咲いている。黒色のような眼鏡をつけており、ワンピース姿での登場が多い。ポッポリーヌと交友があり、時々はなかっぱ達家族の家に訪れる。その時には、ふわ吉がなかなか頭の花を決めないことを愚痴っていた。名前は不詳。
ちぃかっぱ
声 - 高瀬泰幸
はなかっぱより幼い男の子。別荘からやってきた金持ちと自称している。お茶目で自慢話が大好き。いたずら好きでやんちゃでおっちょこちょいの三拍子を備えたお調子者、少し自惚れ屋で威張りん坊、相変わらず生意気なわがまま坊主。はなかっぱの家に来た際は、「犬小屋」「靴箱」と言い放ち、豆ごはんを週に一回食べるというはなかっぱに対し、自分は毎日豆ごはんを食べていると言い、はなかっぱを「まめいちくん」と呼んだ（はなかっぱはそう呼ばれると嫌がる）。一人称は「僕ちん」。両親など家族の存在は不明で、じいやと一緒に登場することが多い。ももかっぱに好意を抱いている節がある。現在、はなかっぱとは犬猿の仲で腐れ縁。しかし、なんらかの理由で時に仲良くなる事がある。
じいや
声 - 後藤ヒロキ
ちぃかっぱの執事。頭にススキが咲いており、一度これを大人の花に決めた理由を、ももかっぱのお兄さんに話したことがあり、ももかっぱのお兄さんを感激させたことがある。風邪をひいた時など、漢方薬を常用する模様。温厚な性格で大概のことでは怒らない。
リムジンに見せかけた張りぼての自転車を運転し、ちぃかっぱの見栄の為の偽装工作に余念がない。ちぃかっぱの依頼も驚くことはあっても大抵は受け入れる。ただ、秘密基地を作ってほしいというちぃかっぱの依頼に応えた時は、意味を若干取り違えて、ちぃかっぱのひみつを展示する基地、を作った。意外に図々しく、ちぃかっぱがピクニックに持って行き忘れた昼食をこっそり食べたことがある。また、植物の知識などが相当にあり、図鑑などを用いることなく植物の名前や特徴を諳んじる事が可能だが、多くは彼自身の思い出と共に記憶に蓄積されている模様。魚釣りは数狙いで、石積みが得意である。手先も器用で屋敷の偽装工作はもちろん、パーティーに出す料理、模型の帆船などが作れる。
没落したちぃかっぱの家の再興を願って、ちぃかっぱと一緒にはなかっぱが咲かせ（ようとし）た珍しい花をこっそり拝みに行ったこともある。
やまびコタロウ
声 - 後藤ヒロキ
人気若手演歌歌手。かすみとお松さんは彼の大ファンで一緒にコンサートに行くことも。頭には赤いガーベラのような花が3つ咲いているが、はっきりとした花名は不明。かすみに言わせると笑顔がチャームポイントらしい。感激すると「演歌のヌーベルバーグ」と言い出す。
美女子
声 - 植田佳奈
マスターカッパーよりも5歳年上で、彼の初恋の人。「びじょこ」といい、既婚で3人の子持ち。自身の名を冠した山びこきゅうりバーガーのスタンドで働いている。頭にキュウリが生っている。はす次郎やかすみとも知り合いで、ホオズキの風船を作るのが得意である。
いや坊
声 - 洞内愛
はなかっぱやちぃかっぱよりさらに幼い男の子。家がコケヤン・ピーヨン兄妹の家に近く、ピーヨンとよく遊ぶが、つまらなくなるとすぐに「やだ」、「〇〇なんかつまんない」と言う。初登場時には子葉の状態だったが、はなかっぱと一緒に「花咲け！パッカ〜ん♪ダンス」を踊ったことでとりあえずの花が咲いた。
あまかっぱ
声 - 咲々木瞳
はなかっぱが村で偶然出会った女の子。頭から花でなくお菓子を出すことができるかっぱ族。普段は白っぽい「なんとなくのおかし」を頭に載せている。やまびこ村の隣村に住んでいる。頭髪があり、縦巻きカール風のヘアスタイルをしており、服装はピンク色のワンピース。
キンカッパ王子
声 - 永塚拓馬
はなかっぱが一人旅をしている時に出会った男の子。キンピカ王国の王子で、はなかっぱ族とは異なるかっぱ族。
ピンカッパ王女
声 - 咲々木瞳
キンピカ王国の王女で、キンカッパ王子の妹。彼女の父親である国王の死後、大臣が彼女と結婚して国王になろうとしたが失敗に終わった。
大臣
声 - 佐々木義人
キンピカ王国の大臣。ピンカッパ王女と結婚して自分が王になるために、全知全能の神「キンキラさま」の像を作り、キンカッパ王子を追放するが、はなかっぱとキンカッパ王子によって神の像が機械仕掛けのハリボテだということが明らかになり、国を取り返され投獄された。
西園寺拓海
声 - 佐藤はな
はなかっぱ族とは異なるかっぱ族の男の子で、双子の弟の廉と世界を旅している。顔ははなかっぱと瓜二つだが頭に花は咲いておらず、髪型はセンター分けである。
西園寺廉
声 - 森永千才
はなかっぱ族とは異なるかっぱ族の男の子で、双子の兄の拓海と世界を旅している。顔ははなかっぱと瓜二つだが頭に花は咲いておらず、髪型は坊ちゃん刈りである。拓海を探している時にかくれんぼをしているはなかっぱたちに出会い、鬼のはなかっぱよりも先に全員を見つけた。
いそが四郎
声 - 八木岳

#### パポン島
- 岩カッパ族

はなかっぱ一族にとって大事なパポンの花を咲かせることができる一族。アニメスペシャルで登場。
イワン
声 - 折笠富美子
イワンの両親
声 - 浅井慶一郎（父）、中村祐子（母）
女性
声 - 吉村美穂
アジェガ
声 - 京田尚子
パポン島の花を独り占めにするため現れた魔法使いの老婆。傘の先から光線を出し当たったものはみな石にされる。
ジャイアントロック
声 - 緒方賢一
アジェガの魔法によって作られた岩の怪物。
なぞなぞの怪物
声 - 堀越真己
じゃんけん虫
声 - 高木渉
人食い植物

### はなかっぱが咲かせた花とその効果
以下ははなかっぱが咲かせた花（一部はももかっぱなどが咲かせた花）で、中には咲かせた本人の性格・体格などを極端に変えるものもある。そのような時にはなかっぱは、自身の状態（特に性格）が極度に変化したことを覚えていないことが多い。また、通常は単一の植物のみが登場することが多いが、回によっては二つ以上の植物が登場することもある。なお、（特に架空の）植物の中には名前が劇中に登場しないものもある。また、クマガイソウのように自身が咲かせておらず、学校帰りなどに見つけて飾っていたものもある。

#### 実存する植物
ラフレシア
第1話で咲かせた花。「わか蘭」を狙って迫るがりぞーをその異臭で追い払った。また、ミラクルマンの新グッズであるベルトを手に入れたいがために、店の前で駄々をこねた際に咲かせたこともある。
ラベンダー
これが頭に咲くとその香りで眠気を誘う。
梅
これが頭に咲くと歌舞伎を思わせるような隈取の顔になり歌舞伎口調になるが、これは白梅。かすみばあちゃんの梅干を食べた際にはすっぱさとともに紅梅を咲かせた。また、はす次郎とかすみの結婚記念日のプレゼントに、たまたま咲かせた長寿梅をプレゼントしたこともあり、この木はがりぞーとアゲルちゃんを通じて蝶兵衛にもプレゼントされている。
ワスレナグサ
これが頭に咲いている間は一度いったことは忘れない。なお、ももかっぱちゃんが咲かせたこともあるが、その際は記憶の有無とは関係なく「自分のことを覚えておいてほしい」という意味で咲かせた。
クローバー
シロツメクサとともに咲いた。この中にある四葉を見つけるとその人にいいことが起こる。
ヤコウダケ
これが頭に咲くと懐中電灯代わりになる。コケヤンやがりぞー、アゲルちゃんが帰っている最中UFOと間違えた。
アルソミトラ・マクロカルパ
これが頭に咲くとプロペラ代わりになり、空を飛ぶことができる。
ヤナギ
お化けに変装したがりぞーをはなかっぱが脅かした。また、ばば抜きやはす次郎らとのドッジボールの最中に表情を読ませないと生やしたことがあり、怖い絵本を読んだ時にも生やしたことがある。なお、ヤナギと称してユキヤナギを生やしたこともある（後述）。
カルセオラリア
これが頭に咲くとパラシュート代わりになる。はなかっぱは崖から落ちそうになったところ、これを咲かせて無事助かった。
オジギソウ
これが頭に咲いたまま他人がオジギソウに触ると「○○させてごめんなさい」と言いながらともにおじぎをする。時間が経つか、衝撃を与えるまで治らない。また、テレビのプロデューサーがはなかっぱの頭にオジギソウが咲いたのを見て驚いたこともある。
ゴムの木
これが頭に咲いたまま樹液に触りさらにその手で他人に触ると離れなくなる。
また、これの影響ではなかっぱがゴムまりのようになったこともある。
加えて、人力飛行機の動力発生源に使うゴムが足りない時にはなかっぱが生やしたこれで、その不足分を補ったこともある。
ナツユキカズラ
学校をずる休みしたいはなかっぱに生えて部屋中をジャングルのように変え、最後ははなかっぱ本人もベッドから身動きが取れなくなった。
ニチニチソウ
これが頭に後ろ向きに咲くと風車の動力で前進するが、逆に前向きに咲くと後進する。
ホタルブクロ
はなかっぱたちが森を探検して洞窟で雨宿りをしているときに咲かせた。
菊
はなかっぱたちがかくれんぼをしているときに咲いた、大菊の厚物。はす次郎はこれを菊のコンテストに出展させた。しかしがりぞーによって花が落ちる。このときは白だが、別の回でお地蔵様に化けたがりぞーに供えるために出した時は黄色だった。
バラ
ももかっぱちゃんのお兄さんが頭に咲かせている事で有名だが、はなかっぱもひまごろうとポッポリーヌの結婚記念日の時や、ももかっぱちゃんと一緒に地下の温泉に入った時にも咲かせた。温泉でははなかっぱのみならずももかっぱちゃんも咲かせたが、打たせ湯の効果からか一度に大量に咲かせている。菊の花が落ちた後に咲いた花でもある。その他、蝶のレテが人間の姿になっている時に、ブルーローズを咲かせようと奮闘したことも。宇宙ロケットを作った際には、宇宙人への贈り物として咲かせてもいる。ひまわりと同様、茎があるタイプとないタイプがある。普通のバラだけでなく、前述のブルーローズなどのように特定の品種や後述のような怪物も咲かせた。黒バラを咲かせたこともあり、そのせいでももかっぱちゃんのお兄さんが落ち込んだことがあったほか、ポッポリーヌから怒られる恐怖を感じるあまり咲かせたこともある。
ヤツデ
ポッポリーヌが風を利用しひまわり畑でひまごろうに弁当を渡そうとしたとき別の風が吹いて駆けつけたはなかっぱが急いで咲かせた。同様にはす次郎らとドッジボールをしている最中にも咲かせている。うちわと同じ役割をする。また、みんなで雨宿りしている時にも咲かせており、カラバッチョとすぎるが傘として使用した。
レモン
がりぞーとはなかっぱが入れ替わった際紅茶に入れようとしたら切れていたので咲かせた。また、いろいろタブレットの効果を実証するのに生やした木でもある。
ダリア
アゲルちゃんのブローチが壊れた際にはなかっぱがそのお詫びとして咲かせた。アゲルちゃんはブローチ代わりにこれを胸に着けた。
ユキワリザクラ
ひまわり君８号の暴走を止めるために咲かせた。雪を割る。
イチリンソウ
これが頭に咲くと一輪車が乗れるようになる。
アリウム
やまびこ村では「涙草」と呼ばれるためか、これが頭に咲いている間は泣き上戸になる。
ヒヤシンス
ケンカをしたかすみばあちゃんとはす次郎を「ヒヤシンスで頭冷ヤシンス〜」というダジャレとともに反省させた。また、カラバッチョの家でお泊りした際にも夜中に咲かせている。
ススキ
変装したがりぞーとアゲルちゃんの鼻をくすぐり、変装をばらした。また、「そっくりな三人が出会うと不幸なことが起きる」という話を読んだ時に咲かせた。ちぃかっぱのじいやが頭に生やしている。
ヒトツバタゴ
別名「なんじゃもんじゃの木」のためか、これが頭に咲くと誰にでも次々と質問を浴びせる。語尾も「～なんじゃ？」「おしえても～んじゃ！」、となる。
フットボールリリー
つねなりが転んだ拍子に彼の思い出の線香花火がかっぱ池に沈み落ち込んたときに咲かせた。
オトコヨモギ
女子のはなかっぱ一族の頭にこれが咲くとボーイッシュになり、わんぱくになる。
キンギョソウ
これが頭に咲くと金魚の言っていることがわかるようになる。
トケイソウ
やまびこ村では「ちくたく草」と呼ばれるためか、これが頭に咲くと時間正確になる上に、時間厳守になる。
ハンゲソウ
はなかっぱが宿題・釣り・野球の約束をすべてしたため、白旗の代わりとして降参する。
イランイラン
これが咲くと、本人の意思に関係なく｢いらんいらん」と言う。作中では母親から「オヤツは何が食べたい？」と聞かれた際に、本人はホットケーキが食べたいと思っていたのに「いらんいらん」と言った。おやつを逃したうえに夕飯まで逃す事になりかけたが、気が滅入ったことで花が抜け落ち解放された。
マツボックリ、シイタケ、サクランボ、バナナ
○、□、△、×の頭文字から咲かせ、バナナはこれまでに数回咲かせている。黄色に熟したバナナが開花し、食用として摂取することが可能。一度に沢山咲く場合がある。
ヤシ
小さなヤシの木と実がなっている状態で開花。実は飲み物として摂取することが可能。また、てれてれぼうずの家に招かれた際にもヤシの大木を生やして家の屋根を突き破った事がある。これに類似した「ヤジの木」という架空の植物が生えたこともある（詳細は後述）。
ゲッケイジュ
月桂樹は勝利と栄光のシンボルとされており、はなかっぱが学校のかけっこで一番になった事が影響し開花。開花時は垂直に生えているか、はなかっぱ自身が手で木を冠状に変形させ、冠をかぶっているような状態として維持していた。はなかっぱは、かけっこで一番になった事を褒めてもらいたかったが、月桂樹の葉が料理や薬用、本のしおりとして利用できる事から、みんなに葉を分け与える役割となった。
エンタダ豆
大好物の豆を食べるはなかっぱの頭に突然開花した大きな豆の木。豆はとても大きく成長するため、世界一大きな豆を目指して大切に育てていたが、がりぞーのいたずらにより豆が取れる。落ち込むはなかっぱを見て反省したがりぞーは、同じ豆を探しに森に入ったが見つける事ができず、変わりにたくさんの豆をカゴに集め、はなかっぱの家の玄関脇にそっと置いておいた。はなかっぱは豆の入ったカゴを見てがりぞーが集めてくれた事に気づき大変喜んだ。
クリスマスツリー
もみの木に飾りつけがされているオーソドックスなクリスマスツリー。よぼよぼのサンタクロースとトナカイに変装したがりぞーとアゲルちゃんに「わか蘭」を咲かせて欲しいと頼まれるが、出たのはクリスマスツリーだった（だが、この後ツリーがもげて本物の「わか蘭」が咲くが、がりぞーとアゲルちゃんは撤収した後だった）。この時の「花咲け！パッカ〜ん♪ダンス」の歌詞は「朝昼晩」の部分が「クリスマス」となっていた。
トウガラシ
原始人に扮したアゲルちゃんとがりぞーに「わか蘭」を咲かせることを迫られ、挑戦するも生えたのはトウガラシだった。その後、なぜかトウガラシが爆発して粉が撒き散らされ、これを吸い込んだ二人を退散させた。この他にもトウガラシを生やしたことがあり、この時は体育の授業の最中に疲れたはなかっぱががりぞーに迫られて生やした。
イチゴ
ももかっぱちゃんの好物で何度か咲かせている。普通のイチゴ以外に非常に珍しい白いイチゴを咲かせたことも。ただし、最初のうちは白いイチゴは熟していないと勘違いされていた。また、なぞなぞの答えを考え中のももかっぱちゃんには好物のイチゴも効果がなかった。前述の白い種類のほかに、はなかっぱの家の畑でなったピンク色のイチゴを、ももかっぱちゃんが育てたこともある。
カボチャ
学校の調理実習でイチゴのケーキを作ることになり、イチゴを持ってくる担当になったはなかっぱが頭に咲かそうとするが、カボチャしか生えなくなる。結局、調理実習ではパンプキンケーキを作ることになった。
また、ももかっぱちゃんのお誕生会に呼ばれた時に、がりぞーの策略で落とし穴に落とされた時も、これの大きな実を生やしてがりぞーに乗せることで窮地を脱した。
オクラ
学校での縄跳び大会の終了後、健闘したことをももかっぱちゃんに誉められた際に咲いた。収穫したオクラの実は、その日のはなかっぱの家での夕飯のおかずになった。また、粘り強くなるために咲かせたこともある。
ソバ
最初は花が咲いたが、はす次郎が蕎麦用の水を汲みに行っている間に実になり、手打ち蕎麦の材料になった。
タンポポ
ポッポリーヌと同じタンポポが咲き、綿毛になった時は、やはり同じく空に浮かんだ。もりおにに二回目に遭遇した後などにも咲いた。苦手な泳ぎを克服した際に初めて咲かせた花もタンポポだった。また、家族4人から同時に頼み事をされた時に咲かせた。
ヤコウボク
ナイトジャスミンとも。ひまごろうとポッポリーヌが夫婦喧嘩をした際に生えた。夜になって花が開き、その香りでリラックスした二人は、はなかっぱの幼い頃の話などをして仲直りする。また、はなかっぱが朝起きた時に咲かせたこともあり、はなかっぱ族の頭に咲くと朝に寝て夜に起きるようになる。
ハシバミ
はなかっぱにわか蘭を咲かせようとしたアゲルちゃんとがりぞーが喧嘩になった時に咲いた。これを持ち帰って蝶兵衛に見せたところ、花言葉は「仲直り」なので、二人に仲直りするよう叱られる。
ヒカリゴケ
やまびこ村の家々が停電した時に生えて、食卓を照らした。この他、海でアゲルちゃんとともにクジラに呑み込まれた際にも生やしている。
プルメリア
みんなで氷彫刻を作った際のモチーフがそのまま咲いた。つねなり曰く、あえて南国の花であるプルメリアを氷で作ったとのこと。
ホオズキ
がりぞーとアゲルちゃんがはなかっぱに金環食を見せて驚かせて「わか蘭」を咲かせようとするが、最初に咲いたのはタンポポで、次に咲いたのはホオズキだった。
また、ホオズキの風船を作るために咲かせようとして巨大なホオズキを咲かせたこともあり、中に火を点けて本物の風船にした。
ハイビスカス
フラフープをしている時に咲いた。はなかっぱが咲かせたものではないが蝶兵衛からアゲルちゃんにプレゼントされたワンピースにこの花があしらわれていた。
スパイダーリリー
オトコヨモギが咲いて、男らしくなったももかっぱちゃんと一緒に食べられる物を出そうとしたが、クモに似たこれが咲いた。ももかっぱちゃんはバナナを生やした。
ガーベラ
やまびこ村に獅子じゅうろく博士の作った、花びらを入れるとお寿司が出てくるマシーンを利用した回転寿司が出来た際、はなかっぱが頭に咲かせた。花の色は赤で、入れるとすべてマグロのにぎり寿司になった。
また、オレンジ色のそれが咲いた際には、はなかっぱ自身の調子が良く、花言葉なども調べた結果、自分の大人の花をこれにしようとしたことがあった。しかし、翌朝には元のとりあえずの花に戻った。
ナガバノスミレサイシン、メガスケパスマエリトロクラミス、ストロビランテス・フラッキディ・フォリウス
赤いズボンをはいて絶好調だというはなかっぱを試すために、つねなりが課題として出した難しい名前の花。はなかっぱはこの3つを間違えることなく一発で咲かせた。
ピンクペチコート
長ズボンのハリーがやまびこ村へ遊びに来た時に咲かせた。がりぞーがいたずらで最高級肥料をぶちまけると巨大な花となり、カラバッチョがスカート（ハリーにはマント）を作ってはいてみせると空を飛べる様になった。
スキミア
この花のことをはなかっぱがももかっぱちゃんに説明している時、「スキ…、スキ…」と言っていたのを目撃したアゲルちゃんが、告白だと勘違いする。
モンステラ
怪獣ごっこの最中に雨が降ってきたので、これを避けようと大きな葉っぱを咲かせようとして咲かせた。アゲルちゃんとがりぞーの前でそこにいた全員で葉っぱをかざしたところ、その様子を見たアゲルちゃんとがりぞーは驚いて逃げ出した。また、雨宿りしている時にも咲かせたが、穴が開いているため傘代わりにはならなかった。
サボテン
アゲルちゃんがマジシャンに扮してはなかっぱを仕掛けの大きな箱に誘い込んだ際に、中にいたがりぞーの前で生やした。アゲルちゃんとがりぞーが逃げ出したあとに花も咲かせた。一緒にマジックショーを見に行ったももかっぱちゃんやつねなりたちはそれをマジックの一環だと思っていた。やまびこ村に火災が発生した時にも、つねなりの助言により咲かせた。がりぞーとアゲルちゃんが出した巨人に驚いて咲かせたこともあり、この直後に本物の巨人が現れて他の花もどんどん咲かせた。この他、第1回にはす次郎の前で咲かせている。
竹、タケノコ
身体測定の日に家族の前でタケノコとして生えた時は、はなかっぱ以外の家族四人で、料理法を巡って議論中の間に夜が明け、大きな竹に成長した。また、釣り竿代わりにサイズの小さな竹を生やした事もある。この他、背比べの最中や凧で水族館を作ろうとした時、アイドル歌手（に変装したアゲルちゃん）の前などで生やした事がある。
ソーセージツリー
獅子じゅうろく博士の研究室に友達全員と忍び込んだはなかっぱが生やした。コケヤンがその姿を見て過剰に驚いた。
モモ、クリ
どちらも驚いた時に生えた。クリはもの草が生えていた時にももかっぱちゃんから何かを聞いたことによって生えた。モモも驚いた際に何度か生やしている。なお、クリはがりぞーを大量の実の棘で撃退する時や、はなかっぱと瓜二つの西園寺拓海に出会った時にも生やしている。
ブルーベリー、アサガオ
まずブルーベリーが大量に生えたので、ケーキ屋に持ち込みこれを材料にケーキを焼いてもらった。だが、多く作りすぎたなどの理由で売れないため、思いついたはなかっぱがアサガオを咲かせて、これをラッパ代わりにして友達と共に呼び込みをした。また、かすみははす次郎が育てたきれいな赤紫色のアサガオをもらったことがあり、はなかっぱがその色のアサガオを咲かせたこともある（厳密には青色のアサガオを咲かせた後、レモンと重曹で色素を調整して赤紫色になったが、かすみに見せる頃には萎んでしまった）。
マツ
お松さんの目の前で生やしたことがある。
雑草
寒い日にくしゃみをした拍子に生えた。最初は嫌がっていたはなかっぱだが、ひまごろうから話を聞いて、大人の花にしようと決心するまでになった。
オナモミ
ポッポリーヌとかすみが外出して家を留守にした時、家の掃除をするためにホウキソウを咲かせるつもりでこれを生やした。結果、はなかっぱ・ひまごろう・はす次郎で実の投げ合いに発展し、帰宅した二人から激怒された。他に花しりとりの最中にも生やしたことがある。
ヒマワリ
ひまごろうが咲かせているが、はなかっぱも咲かせたことが何度かある。幻の蝶を誘い出すために月下美人を咲かせる予定でこれを咲かせたためにカラバッチョと喧嘩になったことがある。地下水路からももかっぱちゃんの家（の周囲のかっぱ池）に出てきた際にも咲かせていた。また、授業参観で作文を読んだ後には、ヒマワリ・タンポポ・ハス・カスミソウ（つまり、はなかっぱの家族がそれぞれ頭に咲かせている花）をまとめて咲かせたこともある。咲かせたヒマワリを一筆書きで描いたこともある。
モクレン
友達らともりおにを探しに行った後に咲かせた。この時に咲かせたのはハクモクレン。
ベビーティアーズ
「世界一の花」を咲かせたがったはなかっぱが咲かせたこれは、「世界一小さい花」であり、居合わせた友達らは花を見て楽しんだものの、はなかっぱ本人は、（がりぞーに奪われたこともあって）その花を見ることができなかった。
桜
アゲルちゃんが、初登場した際に咲かせた。そこにがりぞーが現れた時には大輪の桜を咲かせ、桜吹雪で二人を撃退している。この他、「花咲かじいさん」の劇をした時、枯れ木の役になったはなかっぱが咲かせなければならなくなり、練習の末に本番で見事に咲かせた。また、昭和歌謡調で咲かせたこともある。
セコイア、デンドロン
ちぃかっぱとの背くらべの最中に生やした世界一大きな木。しかし、直後に現れたももかっぱちゃんからは背の大きさに興味がない旨を言われた。
アマモ
つねなりがこの植物の別名「リュウグウノオトヒメノモトユイノキリハズシ」を教えたところ、はなかっぱがこの名前でアマモを咲かす事は出来ず、偶然現れたちぃかっぱもダメで、結局どちらがこの名前で咲かす事が出来るかを競うことになった。
ユキヤナギ
遊びに行こうと地下室から水路に入ろうとした時に生えている。幽霊のような風体になったのをコケヤンやカラバッチョらに勘違いされたことで面白がり、多くの人を驚かした。が、騒ぎになったので、何とかしたいと思ったものの容易に抜けなかった。ただし、別の回でてれてれぼうずが見た時は驚かず、いつものように照れていた。「ヤナギ」と称してこちらを生やしたことがある。
フルーツピーマン
ピーマンの苦手なはす次郎のためにはなかっぱが咲かせた。はす次郎は美味しそうに食べていた。なお、はす次郎はこれを最初は普通のピーマンだと思っていた。
オオバコ
はす次郎らの引率で友達らと野原で遊んでいる最中に「わか蘭」狙いで邪魔をしに来たがりぞーを撃退するためにはなかっぱが生やした。先端部分でがりぞーをぐるぐる巻きにして放り投げた。その後、はす次郎がオオバコによる遊び方を披露している。
また、草相撲で遊んでいる時にも咲かせたことがあるが、その直後に巨大なオオバコも咲かせており、2チームに分かれて綱引き形式で対決した。
ヤトロファ、クルカス
風邪で寝込んでいたももかっぱちゃんのお見舞いにと生やした木。樹液がしゃぼん玉の材料になるため、そのしゃぼん玉を飛ばして喜ばせることを思いついた。
ホウセンカ
かすみがももかっぱちゃんにこの花の搾り汁を爪につけてマニキュア代わりにして遊ぶ、という話をしたのを聞いてはなかっぱが咲かせた。はなかっぱは男子なのでさほど興味は示さなかったが、ベーヤちゃんとみろりん、さらにアゲルちゃんは強く興味を示した。結局、はなかっぱだけでなく、ももかっぱちゃんのお兄さん・やまのふじ・てれてれぼうずも爪以外の様々な部分を染められた。また、別の回では種を飛ばしてがりぞーを撃退したこともあり、西部劇設定の回でも同様の事例がある。
マンゴスチン
ある朝生やしたもの。家族や友人たちには好評だったが、翌日みんなからせがまれるに至り、はなかっぱはヘソを曲げた。唯一がりぞーだけが例の如く「わか蘭」を狙おうとするので安堵した。
ココヤシ
ある時、ココヤシの巨木が生えたが、別の木を生やそうとしたところ、鳥が巣を作っていたので、巣立ちまでそのままになった。はなかっぱは家にも入れず、夕食などで苦労するが、バランス感覚は鍛えられた。
ツルニチニチソウ
ポッポリーヌにおんぶされたはなかっぱに咲いた。
オニバシリ、マツヨイグサ、カタクリ
図鑑をなくしたつねなりの前で順番に咲かせた花々。図鑑がない時は載っているページ数までは思い出せたが、花の名前はわからず、図鑑が見つかると全て思い出した。
コショウ
上記三種と同じ回で図鑑をなくしたつねなりがわかるようなものを咲かせようとして、がりぞーとのもみ合いの最中に咲かせた。とっさに思い出したつねなりが実をもいでがりぞーに投げつけて撃退した。
マンゴー
ある日遊んでいる最中に生やした。それはもいで食べると非常に美味だったが、別の機会に生やすとその時ほど美味ではなかった。その後、実はたくさん遊んでお腹を減らすとマンゴーに限らず何でも美味に感じると気付いた。
ゴクラクチョウカ
ダンスコンテストがあるやまびこ村のお祭りの日に咲かせたもの。この花が咲いたのを機にはなかっぱは友達皆とダンスに混じった。
オオオニバス
カラバッチョと遊んでいる最中に咲かせたことがある他、家が雨漏りした時に雨を受けた時や雨宿りした時にも咲かせたことがあり、やまのふじが傘として使用した。
ドリアン
料理教室ではなかっぱがイチゴを生らすつもりで生やした。悪臭をまき散らしたため、料理教室がメチャクチャになった。
黒大豆
アゲルちゃんが豆料理をはなかっぱに振る舞ったあとにはなかっぱが咲かせた。
カスミソウ
かすみが咲かせていることで知られるが、子供になったはす次郎が咲かせて蝶兵衛にあげた花。目が覚めた時も手に持っていた。はなかっぱも咲かせたことがあるが、タンポポ、ヒマワリ、ハスと一緒に咲かせた。はす次郎は若い頃、七色のこれを押し花にして、かすみにプレゼントしようとしたことがある。
ムクロジ
実にサポニンという成分が含まれる木で、これを水に入れると石鹸のようになることから、はなかっぱたちがそれで泡を作って遊んでいた。
アオダモ
キャッチボールをしてもらえずにふてくされていたはなかっぱが忙しく働くひまごろうを見て生やした木。バットの材料にもなるが、この際はむしろひまごろうが収穫した野菜を運ぶ道具に加工した。後ほどはす次郎がバットを作ってキャッチボールに参加しようとしている。
チョウノスケソウ
はなかっぱが超能力者だということにされた際に咲かせた花。それを見てアゲルちゃんとがりぞーは変装も解かずに撤収した。
スケルトンフラワー
花弁が水に濡れると透明になるが、はなかっぱ族に咲いた場合、咲かせた本人も水に濡れると透明になる。
マツバボタン
がりぞーが図鑑で花の名前を調べようとする際に試しに咲かせた花。
カシ
ピクニックに行った際にちぃかっぱがドングリを実らせようと生やした木。ドングリが大量になったのでももかっぱちゃんがうんざりする結果に。おもちゃ工場でも生やしており、この際はおもちゃの製造工程に紛れ込み、切断されそうになったので咄嗟に生やしている。
イチョウ
同じピクニックでちぃかっぱと同じ目的ではなかっぱが生やした木。
ワレモコウ
花屋の真似事をしている際にはなかっぱが咲かせた。
ワカメ
上記のワレモコウと同じく花屋の真似事をしている際にはなかっぱが猛烈な勢いで生やした。
コチョウラン
何度か咲かせていて、褒められたり、欲しかった玩具を買ってもらった時などに咲かせている。
柿
実が甘い場合と渋い場合がある。家族の記念日のために植えられたものを知らずにその実をみんなで食べた際には、埋め合わせで生やした。
アロエ
海でアゲルちゃんと共にクジラに飲み込まれた時に、クジラのお腹に傷がついているのを発見したため、これを治療しようとして咲かせた。
グリーンネックレス
みろりんが母親のネックレスを無くした（後に見つかる）時に咲かせた。その名の通り見た目が緑色のネックレスによく似ている。
サネカズラ
別名はビナンカズラで、はなかっぱ族の少年の頭に咲くと美男に変身したつもりになる。
蒲
サッカーの試合中に足を滑らせて転んだ時に咲かせた。その後、大きな布団を作るためにもう一度咲かせたが、大きくなりすぎて大人達を巻き込むほどの大騒動になった。最後はがりぞーがぶつかったことで破裂した。
タコノアシ
大人の花を何にしようかとももかっぱちゃんと話していたはなかっぱが、近くに生えていたこれを見て面白がって自分にも生やしつつ「タコかっぱ」を名乗り、大人の花にと言い出した。本人は冗談のつもりだったが、なかなか違う花が咲かずすっかりしょげ返った。結局、しばらくしてから他の花が咲いた。その代わり、ももかっぱちゃんに咲いた。
リトープス
はなかっぱがみんなに追いかけられている時に咲かせた。はなかっぱ族の頭に生えると周りの石と同じ色に変わり姿を隠すことができるが、みろりんに見つかって捕まった。
コルクガシ
はなかっぱが友達とサッカーをしている時に咲かせた。はなかっぱ族の頭に生えるとへそにコルク栓が閉まる。その後、みんなから抜かれそうになり、ももかっぱちゃんに助けられたが、最後は彼女に栓を抜かれて飛んで行った。
リュウゼツラン
ももかっぱちゃんのお兄さんが「龍が舌を伸ばしているようなバラ」を咲かせようとして咲かせた。本物は数十年かけて開花するが、彼の頭に咲いた物はすぐに開花し枯れて抜けた。
シダレザクラ
はなかっぱがボールを投げて花瓶を割った時に咲かせた。花言葉が「ごまかし」なので、自分が犯人なのに名乗り出なかった。
ムシタタキ
ちぃかっぱがはなかっぱたちと待ち合わせをしている時に咲かせた。
キッコウリュウ
はなかっぱがねていると寝ている時に咲かせた。はなかっぱ族の頭に生えるとのんびりしてしまう。
コブシ
はなかっぱが首を痛めた時に咲かせた。はなかっぱ族の頭に生えるとこぶしが回った話し方になってしまう。
ガジュマル
はなかっぱが咲かせた。キジムナーという幸せを運ぶ妖精が宿るという言い伝えがある。
鞭毛藻
はなかっぱが顕微鏡をのぞいている時に咲かせた。はなかっぱ族の頭に生えると体の大きさが1万5千分の1以下に縮小し、ミドリムシに似た形になる。
タビビトノキ
はなかっぱがはす次郎から旅の話を聞いている時に咲かせた。はなかっぱ族の子供は大人になる前にこの木を咲かせて、一人旅をすることになっている。
スイフヨウ
がりぞーがわか蘭を咲かせようとはなかっぱに近づいた時に咲かせた。はなかっぱ族の頭に咲くと最初に見た人に恋をしてしまい、はなかっぱはがりぞーに恋をした。その後、はなかっぱはがりぞーを海に誘いデートし、告白した直後に抜け落ちた。
キョウチクトウ
はなかっぱがポッポリーヌから部屋の掃除をするように言われた時に咲かせた。はなかっぱ族の頭に咲くと何でも今日中にやろうとするようになる。この日は村長の仕事を調べる宿題が出ていたため、花火大会について会議中の村長に仕事を聞きに行き、はなかっぱが「今日決めるべき」と言ったことでその日の夜に花火大会が開催された。
アシタバ
花火大会開催のきっかけを作ったはなかっぱが開催を宣言する時にキョウチクトウに代わり咲いた。はなかっぱ族の頭に咲いても何も効果はないが、明日に後回しにするいつものはなかっぱに戻った。
サトイモ
はなかっぱがみんなと雨宿りをしている時に葉を咲かせて、コケヤン、てれてれぼうず、つねなりが傘として使用した。
デルフィニウム
はなかっぱがみんなの前で咲かせた時に、花言葉の一つである「傲慢」な性格になり、みんなを見下した言い方をして心を折れさせた。その後、ジュース屋の店長と店員に扮したがりぞーとアゲルちゃんに会い、そこでも傲慢な態度で勧める野菜ジュースではなくバナナジュースを要求して二人を困らせたが、最後ははなかっぱが折れて野菜ジュースを飲み、あまりの不味さに花が抜け落ちた。花が抜け落ちた後は、それまでとは正反対の低姿勢な態度でみんなに謝罪した。
チューリップ
これまでに何度も咲かせたことがある。
ネギ、シャクヤク、ボタン、ユリ
お茶会に行く途中の着物姿のお姉さんを見て、ももかっぱちゃん、みろりん、ベーヤちゃんが美人を表す「立てば芍薬、座れば牡丹、歩く姿は百合の花（花のような人）」を目指した時に、花のお手本として彼女達の仕草に合わせてはなかっぱが咲かせた。その後、着物姿のかすみとお松さんを見かけ、本物のシャクヤク、ボタン、ユリに見えたことから、見た目を似せるだけでは所詮偽物だと気付き、本物を目指すと誓った。
ソラマメ
女子の間でマメマメちゃんというキャラクターが流行っている時に、はなかっぱがマメマメちゃんをソラマメだと勘違いして咲かせた。
ココ・デ・メール
はなかっぱ族の頭に一生に一度生えるか生えないかと言われる珍しい木で、はなかっぱがはす次郎におつかいを頼まれた時に咲かせた。この木が生えると実から双子が生まれるが、翌朝には枯れてしまう。
キャッサバ
はなかっぱがタピオカミルクティーを飲んだ時に咲かせた。タピオカの原料であることから、科学的に理屈が通っている。
トマト
はなかっぱがタピオカを飲んでタピオカの原料となるキャッサバを咲かせたことで、若返りパワーを溜めればわか蘭を咲かせるのではないかと考えたがりぞーとアゲルちゃんが若返りパワーを溜めてわか蘭を咲かせようとアンチエイジングサロンを作り、はなかっぱが若返り薬を混ぜた特製ドリンクを飲んだ時に咲かせた。トマトには老化現象を抑えるリコピンが含まれていることから、科学的に理屈が通っている。がっかりした二人は撤収したが、その後わか蘭が咲いた。
メロン
はなかっぱが佐藤先生が見せた葉っぱを探し当てる「葉っぱ当てゲーム大会」に参加した時に、一緒にチームを組んだカラバッチョにそのはっぱを咲かせるように言われて最初に咲かせた。
ボケ
上記のメロンを咲かせた時、あまりの美味しさに夢中で食べていたが、途中で気付き咲かせた。正解だったが自分で咲かせたため名前が分からず、先に答えたつねなりとてれてれぼうずのチームが優勝した。
ネコジャラシ
はなかっぱがすぎるくんの家で怖い絵本を読んだ時に咲かせたが、直後に猫が侵入して顔を引っ掻かれた。
キソウテンガイ
長く垂れた葉を持ち、奇想天外なことが起きなければ1000年も抜けないこともある。
クビナガバレリア
はなかっぱがみんなに秘密にされた時に咲かせた。はなかっぱ族の頭に咲くと首が長く伸び、はなかっぱはみんなの秘密を覗いた。
アヤメ
はなかっぱがみんなとめんこで遊んでいる時に咲かせた。これを見たがりぞーとアゲルちゃんが一番大事なめんこを獲ればわか蘭が咲くのではないかと考え、それぞれめんこの世界チャンピオンとマネージャーに変装したが、結局咲いたのはチューリップだった。
サンスベリア
獅子じゅうろく博士が吸っちゃう君1号を発明した時に、二酸化炭素を酸素にするために生やした。
ハス
はす次郎が咲かせているが、はなかっぱも咲かせたことが何度かある。本来は花のみだが、池の泥の中では葉や地下茎（レンコン）が付いた完全な状態で咲かせたこともある。エコバッグを忘れた時にも咲かせ、葉をエコバッグ代わりにしたが、物を載せた途端破れてしまった。
カタバミ、ナズナ
ライフランプランナーに変装したがりぞーにわか蘭を咲かせるように言われて咲かせた。
サクラソウ、ウエストリンギア、アケビ、ビワ、ワダン
つねなりの父親の紙芝居を聞いたはなかっぱが作中に登場したサクラソウを咲かせた。それを見たがりぞーとアゲルちゃんが頑張ればわか蘭を咲かせると思い、紙芝居の内容より、がりぞーがポッポリーヌに変装して金銀財宝で病気を治すように言い、アゲルちゃんが花の精に変装して金銀財宝がある城に誘導し、扉を開けるためにサクラソウ、ウエストリンギア、アケビ、ビワとしりとりになるように咲かせたが、最後はわか蘭ではなくワダンが咲いた。アケビははなかっぱがエコバッグを忘れた時にも咲かせ、偶然会ったかすみが蔓でエコバッグ代わりの買い物かごを作った。
リュウキンカ
はなかっぱがやまびこ村豆大福選手権で金メダルを獲得した時に咲かせた。
キンモクセイ、マリーゴールド
キンモクセイはゴールドハンターに変装したがりぞーが金塊を見せた時にはなかっぱが、マリーゴールドははなかっぱが金を見つけた時に咲かせたが、どちらの金も偽物でみろりんの砂金は本物だった。
サガミラン
根も葉もない花で、はなかっぱ族の頭に咲くと根も葉もない噂を立ててしまう。
タコノキ
がりぞー扮するマッサージ師がはなかっぱに頭皮マッサージをした時に咲かせたが、巨大化してみんなの体に根が巻き付いてしまった。
スミレ、パンジー、マーガレット
がりぞーがはなかっぱにわか蘭を咲かせるように迫った時に咲かせた。
アルガン
はなかっぱが砂嵐から脱出する時に咲かせた。木の上にヤギが集まり、はなかっぱが転んだ時にヤギが逃げ出して村人から迷惑がられたが、種から採れるアルガンオイルの化粧品が高価であることを聞いた梅さんが商品化したことで、村全体が豊かになった。
クズ
はなかっぱがエコバッグを忘れた時に咲かせた。葉をエコバッグ代わりにしたが、ハスの葉よりも柔らかいが強度が足りず、途中で破れてしまった。
ヘチマ
観察用に植えたヘチマを壊してしまった時に咲かせた。
デイゴ
てれてれぼうずがお天気かえちゃうぞマシーンで雲を発生させた時に咲かせた。
テッポウウリ
はなかっぱが医者ごっこをしている友達から絆創膏を剥がされそうになった時に咲かせた。その後、本物の医者であるベーヤちゃんの父親から痛くない剥がし方を教わった。
ヤブカラシ
はなかっぱがクッキーやケーキを分けるのに悩んだ時に咲かせた。
アマリリス
超HボーイになったはなかっぱがVRの中でアゲルちゃん扮するAガールと戦う時に咲かせた。
コダイハス
ももかっぱちゃんが女王の墓に落ちた時に咲かせ、女王の魂が体の中に入ってしまった。

#### 架空の植物
わか蘭
はなかっぱ一族の大人の花が決まるまでに何度か咲くといわれて、食べると誰もが若返ることが出来る伝説の花。食べる以外に、「わか蘭」から発せられる光を浴びても若返ることが可能。
花はコスモス、くきは長く、葉はアジサイで、花びらに1枚ずつ「?」マークがつくという言い伝えもある。朝から何かと元気なのがこの花が咲くといわれる前ぶりで、顔が数々の方向に動くのがこの花が咲く合図。しかし、特に前触れなくショックで咲くときもある。咲いている様子は家族はもちろん、ももかっぱちゃんも見たことがある。ただし、はなかっぱ本人は咲かせた自覚がさほど無いのではっきり見たことはなく、故にどんな形の花か知らない様子が窺える。また、わか蘭は放送回によって色や花弁などの形が異なる場合がある。一方、はなかっぱ本人が食べた際には、わか蘭を食べたことを自覚的に発言したことがある。がりぞーやアゲルちゃんも咲いたのを見たことはあり、後述のように干からびた「わか蘭」を移植して育てたこともある。
はなかっぱが咲かせる花の中でも非常に抜けやすく、転ぶなどちょっとした衝撃ですぐに抜けて飛んでいく上、何もしていなくても勝手に飛んでいくことがある。
これまでに、はなかっぱが咲かせた「わか蘭」を食べた（光を浴びた）人は以下。
1回目「咲いた，咲いた，わか蘭さいた」 - はす次郎が食べて若返った。
2回目「わか蘭，パッカ〜ん大作戦!?」 - かすみが食べて若返った。
3回目「わか蘭で若がえる！」 - 川のカエル達が食べてオタマジャクシになった。
4回目「お別れはつらいよ」 - 空を飛ぶ鳥達が「わか蘭」から発する光を浴びて若返った。
5回目「まわせ！フラフープ」 - 食べた人はいない（がりぞー＆アゲルちゃんのフラフープの作戦で咲いたように見えたが、フラフープで高速回転するはなかっぱにがりぞーは近づけず、止まったときはとりあえずの花だったので、本当に「わか蘭」が咲いていたのかは不明）。
6回目「はなかっぱ，赤ちゃん？」 - はなかっぱ本人が食べて赤ん坊になった。
7回目「サンタが落ちてきた！」 - 空中を行くサンタクロースとトナカイが「わか蘭」から発する光を浴びて若返った。
8回目「感動しすぎ！」 - 田中先生が食べて子供になった。
9回目「蝶兵衛，ついに食べた！」 - 風で飛んできた「わか蘭」が偶然、蝶兵衛が食べていたうどんに入り、ついに蝶兵衛が食べることができたが、一口だけしか食べていなかったため足のみ若返る。残りの「わか蘭」は鳥とがりぞーとアゲルちゃんが食べ、鳥は若返り、がりぞーとアゲルちゃんは幼児になる。諦められなかった蝶兵衛が残ったうどんの汁を飲んだところ、体の右半分だけが若返り、左半分は老人のままという状態になり、自分で言い争いになった。
10回目「帽子の中にわか蘭？」 - はなかっぱの帽子の中で咲いたわか蘭の花が風に乗って梅さんの口の中に入り、青年に戻った。
11回目「ミツバチ」 - 道を歩いていたはなかっぱの頭に普通に咲く。花びらが風に飛ばされてカバのおばあさんの口の中に入り若返った（この時、がりぞーはその場にいたが、蜜蜂になりきっており、不味そうな花だと思った為、狙わなかった）。
12回目「育て！わか蘭」 - がりぞーとアゲルちゃんに驚かされて咲く。花びらのうち一枚は風に乗り、またしてもカバのおばあさんの口の中に入り若返った。がりぞーとアゲルちゃんは咲く前に諦めてはなかっぱから離れていたが、残った（干からびた）花びらを植木鉢に植え、新しい「わか蘭」を咲かせることを思いつく。結果、花は咲くがそれを食べた蝶兵衛は一瞬若返るも、さらに年をとってしまった（蝶兵衛曰く、土に植えて栽培した「わか蘭」には若返りの効果は無いとのこと）。
13回目「未来の日記」 - 未来の日記に書かれたとおり、はなかっぱが自力で咲かせる。カラバッチョにあげようとするが断られ、わか蘭は飛んでいく。獅子じゅうろく博士の口の中に入り、筋肉むきむきに若返り、「なんくるないさー」と叫んだ。
14回目「若がえりのパワー」 - はなかっぱが若返り薬を混ぜた特製ドリンクを飲んで咲いた。ちぃかっぱのじいやの口に入り、「ヤングバトラー」として若返った。
15回目「ライフランプランナー」 - ライフランプランナーに変装したがりぞーが撤収した直後、突然咲いた。シカおじさんの口に入り、本物の小鹿のような見た目になってしまった。
16回目「ふわ吉とパッカ～ん」 - はなかっぱではなくふわ吉が咲かせたと思われるが、クワガタのおじさんの口に入り、幼虫のような姿になってしまった。
17回目「きくかっぱちゃん」 - 道を歩いていたはなかっぱの頭に普通に咲く。花が風に飛ばされておきくばあさんの口の中に入り若返った。
18回目「はなかっぱ、スカッとしよう！」 - がりぞーとアゲルちゃんが撤収した直後、突然咲いた。佐藤先生の口に入り、ウリ坊のような見た目になってしまった。
恋の花
ハート型の植物であり、誰か、もしくは自分が恋をすると咲く。ももかっぱちゃんの初登場時に咲いているが、この時にはまだ名称はわかっておらず、てれてれぼうずががり子ちゃんに恋をした時に、てれてれぼうずがはなかっぱの横を通った時に咲き、はす次郎に指摘されたことにより花の名前が判明した。その後、はなかっぱとももかっぱちゃんがスケートリンクやひまわり畑の迷路にいる時などに咲いている。てれてれぼうずを通じてがり子にプレゼントされたこともあり、回り回って最終的には蝶兵衛が受け取った。アゲルちゃんを見て（ただし、アゲルちゃんとは気づいていない）咲かせたこともある。
黒コウモリの花
コウモリの羽のような形が特徴の花で、これが頭に咲いている間はワルかっぱとなるが、抜くと元に戻る。この花が抜けた後今度は金コウモリの花が咲いた。
金コウモリの花
金色の天使の羽のような形が特徴の植物で、これが頭に咲いている間はよい子になるが、時間が経つとその花が取れて元に戻る。この花が抜けた後今度は赤コウモリの花が咲いた。この花と黒コウモリの花は、抜くまで効果が持続する模様で、（少なくとも金コウモリの花は）効果が1日で抜けることもあれば10年続くこともあるという。
赤コウモリの花
金コウモリの花が抜けたあとに咲いた。話の最後に咲いたので、はなかっぱの目つきが変化したこと以外の効果は不明。なお、この花に移行するまでの間、友達の前で頭に花が咲かなかったが、殊更に恥ずかしがったりはしなかった。
ブタ鼻
ブタの鼻の形が特徴の植物で、これが頭に咲いている間は探偵気取りになる。すぎるがおにぎりを無くした際に咲かせた。最終的には抜け落ち、ブタの鼻だけが残った。
もの草
これが頭に咲いている間はものぐさな性格になるが、抜くか他の植物を咲かせると元に戻る。
玉手花
浦島太郎に登場する重要アイテム「玉手箱」のような形が特徴の植物で、この花が出す煙を浴びた人はあっという間に年寄りになるが、かっぱ池の水に浸かると元に戻る。玉手花の煙を浴びて年寄りになったはなかっぱは「わか蘭」を咲かせて元に戻ろうとしたが、花咲け！パッカ〜ん♪ダンスを盆踊り風にアレンジしたり、歌を詩吟風にアレンジしたが失敗し、家で寝ようと池に浮かんでいる葉に乗った際にすべった拍子にかっぱ池の水につかり元に戻った。
まんまる雄叫び草
紫色の狼が雄たけびをしている形が特徴の植物で、これが頭に咲いている間は丸いものを見ると狼男のように変身し、1分間大暴れをする。この花がはなかっぱ以外の他人の頭にくっついた際も効果は同じ。
あら蘭とこら蘭
はなかっぱ族だけが咲かせることができると言われる幻の花。ふわふわしていて綿花のような見かけ。白のあら蘭と赤のこら蘭を一緒にすると倍々で増えていき、昔、とある村を滅亡させかけたことがあるらしい。あら蘭とこら蘭をそれぞれだけでまとめると蒸発して無くなる。
ふきだし草
漫画で使われる吹き出しそのままの形の草。これが咲いている間は心で思ったことが吹き出しとなって文字に出す。風邪をひいて声が出なくなったはなかっぱに咲いたが、見せるつもりの無い本音も出るため、見舞いに来たカラバッチョと喧嘩になりかける。普通の会話は白い吹き出しだが、本音は赤い吹き出しになる。
オドンチヨダイグマーヘレン
お地蔵様に化けたがりぞーに供えるのに「わか蘭」を出そうとして失敗して出た蘭。色が変化するとても珍しい蘭だとつねなりが説明した。
ドラマチック花
この花が咲いている間は、どんなに些細な事でも周りを大げさに感動に巻き込む。外見はチューリップに少し似ており、花の部分に涙を流し続ける顔が付いている。
くだらん
百万年に一度、咲くか咲かないかと言われている幻の蘭で、これが咲くとだじゃれを言い続けるようになる。くだらないだじゃれを聞かせるとがっかりして枯れる。
うすっぺら草
見かけは桃色の短冊。これが生えると体の厚みが無くなり、薄っぺらな紙のような姿になる。その姿の状態だと、しゃべる事・動く事も出来ない（花を咲かせることもできない）。元に戻す手段としては、紙になった人を膨らませる方法がある。
はやあし
はなかっぱ族の頭にしか生えない葦で、これが生えると足が勝手に走り出して止まる事が出来なくなる。止まるには走り続けてはやあしが枯れるのを待つしかない。
風邪なお草
風邪に効くあらゆる成分が入っているという幻の花。
ホタ・ルン草
電球の回りに丸い花びらが付いている形状。この花が咲いている時に嘘をつくとお尻が光る。
スローモーション
カーネーションの一種で花に時計の針が付いている形状。咲かせた本人が叫ぶと本人以外の動きがゆっくりになる（もう一度叫ぶと、元に戻る）。はなかっぱはおやつのクッキーを食べるために使い、後に独り占めしようと悪用したが、カラバッチョの蹴ったサッカーボールからみろりんを守ろうとした際に、サッカーボールがスローモーションに命中して枯れた為、効果が切れ、クッキーはカラバッチョ達のものになった。
音入れ替えの花
マイクの形をした花、その名の通り、近くの物の音と自分の音を入れ替える花（花が抜けても効果は残る）。はなかっぱがおつかいの途中で、自分の口癖（「はんはんは〜ん」）から町中があらゆる音に変わったが、帰り道で全て元どおりに戻った（しかし、目的地にいたももかっぱと電子レンジは入れ替わったまま、元に戻らなかった）。
オトメチック草
はなかっぱ族にしか生えない花で、この花が咲くと、身も心も乙女になる。花を咲かせたはなかっぱアゲルちゃんの置いていった衣装を着て登校し、名前もはなかっぱリーヌにしていた。しかし、ヘルメットの外れたアゲルちゃんが自分より美しかったので、花が抜けた。
キンニクニンニク
この花が咲くと、体がマッチョになって、力も非常に上がり、田中先生の使っている重そうなダンベルやすぎるとやまのふじを持ち上げるのも楽になる。しかし、みろりんの絵具の蓋は通常時と同様に開けられなかった（2つともももかっぱが開けた）。はなかっぱは蓋を開けられなかった事で、筋肉がない事（開けられない原因は力ではなく技術だった）とももかっぱがマッチョに憧れていることから（しかし、はなかっぱのマッチョ姿はそぐわないと言った為、はなかっぱのキンニクニンニクが抜けた）、田中先生の所に鍛えに行ったら、この花が咲いた。体格もかなり変化する為、はなかっぱの家族もかすみ以外はなかっぱだとは初見で気付かなかった（この姿から、ひまごろうはポッポリーヌに睨まれ、鍛える事になった）。
一生やどりぎ
はなかっぱ族の頭にしか咲かない花で、これが咲くと近くにいる誰かに寄生し、その影響で一気に怠惰になる。がりぞーに驚かされたはなかっぱに咲いてがりぞーに寄生した。がりぞーが食べた食事の栄養分が全てはなかっぱに吸い取られ、はなかっぱが肥え太り、がりぞーはやつれた。一夜明けて、がりぞーが踊れば良いのではないか、というつねなりの提案を受けてがりぞーが踊ることで寄生状態は解消できたが、はなかっぱの肥満体はそのままだった（次回には戻っていた）。
ソウジ木
はなかっぱが家の掃除をしている時にロボットのような掃除機がほしいと願ったところ、これが生えてきた。竹箒のような形状をしており、逆立ちして回転しながら移動しつつロボット掃除機のように掃除をし始めた。この様子を見ていたアゲルちゃんが、蝶兵衛たちと居住している屋敷に持ち帰って動かしたところ、次第に物を壊したりし始め、挙げ句の果てには蝶兵衛を粗大ゴミと認識して捨てた。
アンテナ草
はなかっぱ族の頭にしか咲かない花で、これが咲くとお腹（というより胸）に画面が表れ、テレビが映る。体を揺するとチャンネルが変わる。また、カメラも一緒に生えてきたため、自分の周囲が映し出される。
不安の花
翌日の遠足に向けて空模様の心配をしていたはなかっぱに咲いた花。暗い表情の顔が中心にある花で、咲いた途端に言いようもない不安に駆られるが、不安が部分的に解消すると花弁が一枚散り、最終的な不安の解消と共に花が抜け、とりあえずの花に戻った。
モテモテ桃
はなかっぱ族の女子にだけ咲く花で、咲くと強烈な匂いを発し、その効果で男子に否応なくちやほやされる。
女子が嗅ぐとキツい香水のような耐えがたい悪臭になる。
村中の男たち（がりぞー含む）は効果にやられたが、鼻が詰まっていたはなかっぱだけには効果がなかった。
ロマネマネスコ
はなかっぱとももかっぱちゃんがぶつかった拍子に咲いたレタスのような花。はなかっぱ族にしか咲かない。二人に同時にこれが咲くと一方の動きを真似るという。
きょうだい花
きょうだいが欲しいと願ったはなかっぱの頭にある日突然咲いた植物。この植物が成長すると生えたはなかっぱ族のコピーのような実が出来上がる。繁殖力が強く雨降りの影響で物凄い勢いで増殖したため、村中に迷惑をかけた。水分が枯れると実が干からびる。
選挙蘭
村長選挙に出馬することになったももかっぱちゃんとちぃかっぱに咲いた花。はなかっぱ族にしか咲かない。これが咲くと花粉が選挙を熱狂的に盛り上げると共に、握手をするとその人を支持者にできるという。選挙結果が出ると抜けて効果が終了する。
しゃべ蘭
はなかっぱがはす次郎らとてんぐ池の主を釣りに行った際に咲いた花。咲くと大きな声で喋ったり歌ったりする。作中で名前は明かされず、クレジットでのみ表記されている。
翼の花
マスターカッパーが生やしているもので、彼にしても20年もの長い修行の末に咲かせた。はす次郎から話を聞いたはなかっぱもいつかは咲かせたいと思っている。
夢見草
生えると他人の夢の中を覗ける。
とりあえずチェリー
生えるととりあえずの花が咲いている人物とくっつくサクランボ。汗をかくと実は外れる。ちぃかっぱに生えて、その後はなかっぱにも生えた。
仲直り草
生えた花になった実を料理に混ぜるとマッチしない味がケンカを止めてまろやかになる。
バラドン
ももかっぱちゃんのお兄さんが咲かせた巨大な赤いバラの化け物。咲いたきっかけは、たまたま仲良くなった女子学生にバラをバカにされたため。お兄さんは眠っているので、バラドンの意思で動いている。棘によって刺されたはなかっぱには白いバラドンが咲いたが、こちらははなかっぱが起きているので、その意思をコントロールできる。女子学生がバラドンを褒めたのでお兄さんの目が覚めた後、他の花を咲かせることで二人とも抜け出したが、枯れたわけではなく、二人が抜け出した後も踊っていた。
もののいい草
はなかっぱに咲き、花から出る光線が当たることにより、はなかっぱが大切にしている青い半ズボン（ただし、ぞうきんになっている）と話せるようになった。
スイトウカ
ある日突然はなかっぱに生えた。水中でしか咲かず、子供の頃に一度咲くか咲かないか、という頻度でしか咲かないものらしい。当初は五角形の青いつぼみの状態であり、つぼみが光り輝くと開花が近い。そして咲くと星形に花開く。咲いたのを見ると、願い事が叶うと言われている。
ヤジの木
見た目は普通のヤシの木と同じ。しかし、その実のジュースを飲むと口が尖ってヤジを飛ばし始める。その状態の時に水に濡れると効果は消える。このジュースを飲んだ結果、はなかっぱ・カラバッチョ・やまのふじ・てれてれぼうずが、カタツムリ・佐藤先生と田中先生・がりぞー・女子三人組にヤジを飛ばした。
ヤドカリソウ
はなかっぱ族に生える特殊な草。大きな巻貝のようなもの（カラバッチョ曰く「でっかいう○こ」）が咲く。この巻貝様のものは咲かせた者が中に入れる。はなかっぱはこれに気をよくして怠惰に暮らそうとしたが、苦手なマラソンに苦闘するつねなりの様子を見て改心する。
大吉の花
紅白の花輪のような形状の花が咲き、これが咲いている間はあらゆる運勢が最高になる、はなかっぱ族にしか咲かない花。しかし、花が枯れて黒い大凶の実がつくと取れないばかりか、咲いている限りは運勢が最悪になる。
リトルサムライ
石川五右衛門などがするようなムシリの髷のような形状の花で、咲くと侍の時代（劇中の表現などから江戸時代と思われる）にタイムスリップする。枯れたり抜けたりすると元の現代に戻る。
弱根→弱木→強木
不安などに陥り弱音を吐くと弱根という根が生えてくる。不安が増大すると弱根が弱木という木に育ち、不安が増大する。しかし、不安が解消され自信を取り戻すなどすると、てっぺんにVサインのような形をした幹がある強木という木が代わりに生えてきて、半ば自信過剰な態度になる。
夢花
その花が咲いている間は自分が夢に見たのと同じような光景が体験できる。
ヨコヅ菜の花
はなかっぱ族に生える特殊な花で、これが頭に咲くと体が大きくなり相撲に強くなる。
ワスレタグサ
はなかっぱ族に生える特殊な花で、実が落ちる度に思い出や大事なことを忘れる。実が落ちた場所には花が咲き、その花を覗くと忘れたことを思い出す。
サボッテン
はなかっぱ族にしか咲かないサボテンで、これが頭に咲くとサボりたくなり、一度咲くと咲いたり枯れたりを繰り返す。また、この花粉を吸った人もやる気をなくして途中で止める。
ケイトの花
はなかっぱ族に生える特殊な花で、その花が咲いている間はぬいぐるみになり、引っかかるとほどけることもある。
ヨーデルの花
はなかっぱが車のおもちゃに足を滑らせて咲かせた。この花の花粉を吸うと羊になってしまう。
きんぎょスイソウ
はなかっぱ族に生える特殊な花で、水槽と水草がセットになっている。はなかっぱが咲かせた時にちょうど居合わせたつねなりによって金魚を入れられてしまい、そのままつねなりがお世話することとなった。その後、はなかっぱの頭から抜け落ち、水槽つねなりが持ち帰った。
名称不詳の植物
はなかっぱ（まれにももかっぱちゃん）は、名前のわからない（主に架空のものと思われる）花または木は何度か咲かせて（あるいは生やして）おり、いずれも劇中で名前を明かされることはなかった（声優がクレジットされたことのあるしゃべ蘭を除く）。以下のような例がみられる。
1. つねなりとじいやでどちらが花の名前を素早く正確に言い当てられるか、という競争をしていた際にももかっぱちゃんが咲かせた。結局、二人には全くわからなかった。
2. はなかっぱたちがアリの巣に悪戯をした翌日にはなかっぱに咲いた小さな花。はなかっぱの身体がミクロ化して、広場で倒れていたところを助けられアリの巣に連れ込まれた。そこで身体が小さくなった原因を知ることになる。作中に出てくるアリの顔のような花。
3. はなかっぱの頭にある日突然咲いた熊手のような植物もある。また、この植物が生えたと同時に後頭部に貯金箱様の穴も開く。この穴からお金を入れて増やすことを目論んでいる。
4. はなかっぱが海底楽園で若返りマシンに入ったはす次郎の脱出を手助けするのに生やしたが、「大きな木」とだけ述べて生やした。
5. 凧で水族館を作った際には、装飾的に色とりどりの大量の花を咲かせている。
6. 開いたラーメン屋の評判が悪化し、落ち込んで寝込んだ梅さんを元気づけようと、はなかっぱが白い花を数多く咲かせて、これらの花で梅さんの顔を形作った。それを見た梅さんが閃いてパンケーキの店を開いている。
7. 「わか蘭」の特徴と称するものをがりぞーから聞いて生やした奇怪な植物がある。
8. はなかっぱの頭に目覚まし時計が落ちた時に咲かせた。この花を咲かせると、はなかっぱの周りにトラブルが起き、何度も同じ場面を繰り返してトラブルを回避するゲームが開始した。トラブルを全て回避した後、ボーナスステージが開始した。

いずれの植物も、本編内で名称を明かされていないため、名称及び実在のものかどうかも含めて（ただし、明らかに架空の植物も中にはある）不明。

### やまびこ村
物語の舞台となるはなかっぱたちが暮らしている村。毎日家族や友達、仲間たちと楽しく過ごしている。商店街があり、万屋をはじめ、ファンシーショップ、ケーキ屋など多くの店でにぎわっている。鉄道が開通しており、コケヤンの父親が駅に勤務している。また、豊かな自然もあり、森や池、洞窟などがある。温暖なのか雪はあまり降らないが、氷で覆われた山や積雪がありスキーができる山がある。村長によると、事件の発生率は少なく(「蝶の国の大冒険」でのみ外敵が他の村からやって来たことがある）、平和な村であることが窺える。ただ、火事は時に起きる。以下にやまびこ村にある様々な場所等について説明する。「ぴ~ぴ~ぱお！」の歌詞に「ハナランド」という単語が登場するが、やまびこ村=ハナランドであるかどうかは不明である。
はなかっぱの家
かっぱ池に浮かんだ島の上に立っているキノコ型の建物。二階建てで地下室もある。橋はなく、池に飛び石状に浮かんだハスの葉の上を飛んで渡りながら往復する。池の外側にあるはなかっぱの顔が描かれた立て札のような表札が目印。はなかっぱの居室は二階にあり、ロフト風になっている。雨漏りがして、それを直そうとして屋根に上がったひまごろうが屋根を踏み抜いたことがある。物置が陸上の少し離れた場所にあり、幼少期のはなかっぱが家出した際にここに隠れていた。やまのふじが立て付けの悪くなった扉を開けようとして物置自体を破壊したこともある。他に離れが水中にある。地下室は物置になっており、地下水路への連絡口にもなっている。
登場人物（特にはなかっぱの友人たちなど）には決まった家があり、それぞれの家でしている仕事やそこに住んでいる者を模したような外観になっている（例：ももかっぱちゃんの自宅の屋根はイチゴの形で父親のパン屋は屋根がパンの形、カラバッチョの家は屋根がはがき型、てれてれぼうずの家はてれてれぼうずや両親の姿に似ており、ベーヤちゃん宅は医者風になっているベーヤちゃんの姿に似ている、というように）。
かっぱ池
はなかっぱ宅やももかっぱちゃん宅の家の周りに浮かんでいる池。玉手花の効果を元に戻したり、秘薬と共に野菜を巨大化させたり（後述）と不思議な力がある。魚なども棲んでいる。
地下水路
かっぱ池から、いろいろな場所につながる水路で、つながっている先は海、ももかっぱちゃんの家、温泉など。はなかっぱは行ったことのない場所が結構あるらしい。ももかっぱちゃんも来たことがあり、迷子になってお兄さんに探しに来てもらったことがある。はなかっぱの家の地下室から入れて、はなかっぱが温泉を見つけた時には、地下室側から入っていった。ももかっぱちゃんが家出してきた時も地下室側から入ってきた。また、かっぱ池からもこの水路に入ることができ、はなかっぱが友達を連れて探検した時は地下室からこの水路に入っていき、中にあった樽を持って戻る際はかっぱ池から上がった。巨大な魚のような生物が潜んでいる。
ひみつきち
はなかっぱたちが、森の大木を利用して友達全員と力を合わせて作った。最初に完成させた後、「わか蘭」を狙って潜入したがりぞーに破壊されたが再度作り直している。そして別の時に会話からその存在を知り、実際に遊びにも行ったちぃかっぱも見栄を張って秘密基地の存在を公言したため、じいやに頼んで作ってもらった。その結果、ちぃかっぱの「秘密」をしまっておく基地、ができた。派手な案内看板が何本もある。はなかっぱたちのひみつきちのように、合い言葉がないと入れない場所が数ヶ所あるが、そのうち一ヶ所はトイレだった。はなかっぱたちのひみつきちはその後も往々にして遊び場として登場したり、その存在が公言され、時折ひみつきちを舞台に話が展開することもある。ベイビーズとがりぞーが勝手にクラブに改造して、がりぞーがマスター、シスターがDJになってパーティーを開催したことがある。
学校
はなかっぱたちが通う学校は森にある。建物はなく、切り株などを椅子代わりにしている。先生は佐藤先生と田中先生しか登場しない。ベルのついた校門のアーチがあり、チャイム代わりになっている模様。佐藤先生が大切にしている花壇もある。給食があると思われ、ない時は弁当持参でとプリントを渡されることがある。お昼時にはお茶もやかんに入れられている。
やまびこ放課後ルーム
ピーヨンやイヤ坊など、はなかっぱよりも小さな子供達が通っているこどもクラブに似た一軒家。
大人が交代で見守りながら交流を楽しむ場所にも近く、家が工事中だったカラバッチョのように、訳あって直に帰宅できない子が学童保育所代わりに利用していたりもする。
蝶兵衛屋敷
蝶兵衛・アゲルちゃん・がりぞーが住んでいる大きな屋敷。村の外にある崖の上にタワーの如くそびえ立つ。中には蝶兵衛やアゲルちゃん、がりぞーら、それぞれの居室があり、また、蝶兵衛が普段座っている場所の後ろに蝶兵衛のお宝コレクションが所蔵された部屋がある。家事は主にがりぞーが担当。宇宙人の親子も隠れ住んでおり、宇宙船になっていることが明らかになった。
ちぃかっぱの屋敷
本来はやまびこ村の外れにあるもりもりの森の奥にある、はずだった。その後、建て直してはなかっぱの家の近所に移ってきた。基本的にはハリボテの屋敷であり、必要に応じてじいやが規模を調節する。パーティーなどと称して何度かはなかっぱたちを招いたこともあるが、次第にはなかっぱたちは集まって宿題などをするために利用していた。
獅子じゅうろく博士の研究所
やまびこ村にある。大きなパラボラアンテナ様のものが屋根についている。博士のほかにベイビーズもここに住んでいる。時折、失敗した発明品などの整理をしている。施錠はされておらず、はなかっぱらが勝手に入ることも間々ある。未来の山びこ村ことテレマス星にも建物は残っている。
村役場
この物語の舞台があるやまびこ村の役場。村役場であることを示す大きな吊り下げ式の看板が設置されている。正面玄関の前方に村長の銅像が立っている。火事に遭ったりすることもたまにある。
牧場
ウシの主人がいる牧場。多数の牛がおり、ミルクやチーズなども売っている。
ファンシーショップ
すみれさんが働いている店。ただし、彼女が経営しているのか、雇われの店員なのかは不明。子供用の服や靴、アクセサリーから大人向けの服まで多様な品物が売られている。女子たちや母親たちが立ち寄る様子が登場する。
ケーキ屋
ヤギをモチーフにした女性が働いている店。はなかっぱが自身に大量になったブルーベリーやイチゴなどを持ち込んでケーキにしてもらったことがある。また、この女性と同一と思われる女性が料理教室の講師を務めている。
スナック「やまびこ」
トリおばさんがやっているスナック。店でカラオケを巡って喧嘩をしたはす次郎と蝶兵衛を叩き出して出入り禁止にしたことがある。
パン屋
ももかっぱちゃんの父親が経営するパン屋で、製造から販売まで行っている。屋根がパンの形をしている。
万屋・ラーメン屋・パンケーキ屋
いずれも梅さんが経営している。本業は万屋で、ポッポリーヌらが立ち寄る描写がある。ラーメン屋はこの万屋と別に開店したが、こだわりすぎで不評だったので一時的に閉店した。その後、再オープンした際にパンケーキ屋に模様替えした。
病院
ベーヤちゃんの父親が経営する。屋根は医師の格好をしたベーヤちゃんのような形をしている。
交番兼消防署
すぎるくんの父親が勤めており自宅を兼ねていると思われる。交番の屋根にはアマガエルのようなオブジェが乗っている。すぎるくんの顔の形の火の見櫓がある。
駅
やまびこ村にある駅。コケヤンの父親が駅長を務めている。休眠中の機関車を保存しておくための車庫がある。
哲学の小路
てれてれぼうずの家のそばにある小路。周囲が鏡張りになっていて周りから見られているような感覚になるという。
ふくろうの森
やまびこ村にある森の一つ。火災が起きたことがある。
おばけの森
やまびこ村にある森の一つで、はなかっぱははす次郎から「この森に絶対に入ってはいけない」と言われている。正体の不明な優しいおばけがいる。ここのおばけからボールを取ってもらったり、スタンプラリーのスタンプをもらったりしている。
風の広場
やまびこ村にある広場。火災が起きたことがある。
雪見山
やまびこ村の外れにある山の一つ。雪が降り積もっている山。はなかっぱたちは電車に乗って学校のスキー実習に訪れているが、はす次郎のようにここの温泉に来る者もいる。
氷山
やまびこ村の外れにある山の一つ。一年中凍った山。昔は若者がここから氷を運び出せば一人前と認められたという。この山の氷でかき氷を作ると美味しいらしい。はなかっぱたちはお松さんから聞いた。村長によるとここから氷を運び出す極意は百個あるという。似たようなシチュエーションの場所に名前は不明だが年中凍っている池がある。この池から切り出した氷を彫刻にするコンテストが行われていて、がりがりチャンピオンことがりぞーが優勝したこともある。
てんぐ池
やまびこ村にある池。大きな魚（いわゆる主）がいるとされ、はす次郎がおびき出している。また、その主はがりぞーも何度か遭遇しており、その度に追いかけ回されている。
まっくら洞窟
やまびこ村のとある山にある洞窟。行きついた先には美しいお宝があるとされる。はなかっぱらが探検している。また、話の最後のはす次郎の口ぶりからするに更なる秘密が存在するように思われる。

### 用語
とりあえずの花
はなかっぱ一族が大人になって花が１つに決まるまで頭に咲かせている咲き始めの花の形をした植物。はなかっぱの花の色はピンク、ももかっぱちゃんの花の色は桜色、ももかっぱちゃんのお兄さんはラベンダー色である。ベイビーズにも咲いている。また、栄養が偏ると花がしおれると同時に自分自身もしおれる。まれに調子が悪いと花が咲かないこともある。ある程度成長しないと咲かない描写が何度かされているが、ベイビーズには登場した当初から咲いている。前述のように、はなかっぱの場合は話によって初めて咲いたタイミングが異なる場合がある。
とりあえずの箱
はなかっぱが「花咲け！パッカ〜ん♪ダンス」をするタイミングでどこからともなく現れ、開けるとアイテムが出てくる謎の箱。ロールプレイングゲームでよく見られる宝箱のような外見で、箱の上にはとりあえずの花が付いている。アイテムは身に着ける物（サスペンダー、蝶ネクタイ、ねじり鉢巻、等）が多い。概ねはなかっぱのみがアイテムを使うが、その場にいる全員が使うこともある。2013年度の新作から登場するようになった。元々は映画版に出てきたアイテムで、それがTV版でも出るようになった。2014年度の新作からは第372話「マンゴー咲き乱れ」や第375話「みんなで一筆書き」のみ登場し、その後は退場。
ミラクルマン
はなかっぱたちが見ている特撮ヒーロー番組。「正義のヒーロー・スーパー戦士ミラクルマン！」が決めゼリフ。腰のベルトにはハート型のバックル様のものがついている。曜日は不明だが、概ね夕方に放送しており、すぎるくんは決めポーズを再現するほどの大ファン。通常のテレビ版のみならず劇場版が存在する模様で、たまたま早起きしたはなかっぱがそれをテレビで見ている。また、特大のフィギュアが存在する。この他、マントや剣などのグッズが市販されている模様で、このうちマントと新商品らしいベルトはカラバッチョが、剣はすぎるくんが、それぞれ持っている。がりぞーやちぃかっぱも視聴しているようである。ミラクルマンの声は遠山大介。たまにセリフを喋っているところも登場するが、一般的には高笑いしている場面などが多く登場する。
ロボンダーX
はなかっぱたちが見ているロボットアニメ番組。「正義ロボット・ロボンダーX」という名前で、巨大化やビーム、ロケットパンチなどができる。存在が語られるのみで姿形が登場したことはない。
花しりとり
はなかっぱ一族がしりとりをしながら様々な植物を咲かせる修行の1つ。ももかっぱちゃんのお兄さんは手品の次に得意とする。
かっぱ流星群
やまびこ村に10年に一度来る流星群。はなかっぱとももかっぱちゃんは一緒に見る前にがりぞーのいたずらにより喧嘩をするが、その夜人込みに巻き込まれながらも流星群に仲直りできるよう願ったら無事仲直りできた。
金色のバラ
蝶兵衛が幼少時代見たという幻の花。純粋な子供の涙に触れると金色の花が咲くという特殊なバラ。
花咲け！パッカ〜ん♪ダンス
はなかっぱ一族の子供が花を咲かせるときに踊るダンス。「春夏秋冬朝昼ば〜ん！花咲け！パッカ〜ん♪う〜っ…開花！」と歌い踊りながら咲かせる。
ストロベリーズ
ももかっぱちゃん、みろりん、ベーヤちゃんの女子3人組が結成したグループ名のひとつ。やまびこ村のど自慢大会にて「Special」を歌った。
やまびこ村ワイルドエコーズ
こちらもももかっぱちゃん、みろりん、ベーヤちゃんの女子3人組が結成したグループ名のひとつだが、こちらにはがり子とアゲルちゃんが紛れ込んでいる。チアリーディングチームで、野球の応援をしたが、応援と言うより妨害に近かった。なお、この名前がつかない状態で女子3人が広場を占領してチアガールの練習をしたこともある。
やまびこセブン
はなかっぱ・カラバッチョ・つねなり・コケヤン・やまのふじ・すぎるくん・てれてれぼうずの男子7人組が自称したグループ名。この7人でお揃いのTシャツを着て、風邪で寝込んでいたカラバッチョの父親に代わって郵便配達をした。
秘薬
特に名前はないが、はなかっぱ一族に古来から伝わる丸薬。野菜などを植える際に一緒に蒔くと野菜が大きくなったり豊作になったりする。数個がはなかっぱの頭などに紛れ込んだ。野菜と共にかっぱ池に入った時には野菜が巨大化した。
声移りの実
かすみがこれのシロップを作って秘蔵している。口にした人の声が別の人に移る。カリンの砂糖漬けシロップと混同しやすい。なお、はなかっぱはカリンを咲かせたこともあり、ポッポリーヌがそれを用いて砂糖漬けシロップを作ったことがある。
ロボット仮面
はなかっぱが幼少期にその人形を欲しがったヒーロー。カラバッチョやコケヤンは持っているらしい。セリフのみに登場し姿かたちは不明。買ってもらえないことに腹を立てたはなかっぱが家出を企てた。
マッハモライーン
蝶兵衛が通販で取り寄せたと思われるネコ型のロボット。イメージとしてはトムとジェリーに出てくる「人造ネコ」のメカーノに近い。これを利用して「わか蘭」をゲットすることにより、がりぞーの負担を減らそうという狙いがあったが、アゲルちゃんはこれの導入によりがりぞーがお役御免になると思っていた。
山びこきゅうりバーガー
マスターカッパーの大好物。マスタードが50%増量した状態のものが尚更大好き。マスターカッパーの初恋の人である美女子の店で売っていることが判明。
やまびこ新聞
つねなりが編集長をした学級新聞の延長線上にあるようなものと、つねなりが化石と思しき石を見つけた時に田中先生が取材してもらおうと言い出したものとが存在する模様。たまに朝食時などにひまごろうが読んでいるものは後者と思われるが、はっきりしたことは不明。女性記者が学校に取材に来たことがある。
彗星アルマーゲ
やまびこ村に落下する、と予測された巨大彗星。
どなりドンブリ
かすみばあちゃんが大切にしている古道具の一種。その名の通りのドンブリで、蓋を開けて中に不平不満等をぶちまけてスッキリするために使う。禁忌としてはその際に、ドンブリの悪口を絶対に口にしないことというものがある。はなかっぱが許可を得て持ち出して使ったが、途中で出会ったがりぞーが使った際にドンブリの悪口を言ったため、それまでの全員が口にした不平不満等が全て吐き出された。
やまびこナンバーワンブック
やまびこ村で1番の記録を集めた本。100人連続が最高記録の5m空き缶蹴りに101人で挑戦したが、101人目のはなかっぱが失敗して新記録更新にならなかった。
キンちゃん
金魚。すぎるくんが父親に買ってもらったものと、つねなりがきんぎょスイソウの出現で飼ったものとの二種類がいる。

### スタッフ
アニメーション制作については数度の変遷を経ており、開始当初制作を担当していたグループ・タックが2010年8月31日に倒産したため、XEBEC及びOLMの共同制作となっていたが、XEBECが解散したことによる事業譲渡によりシグナル・エムディ及びOLMの共同制作が2021年まで続いた後、2022年からはOLMが単独で制作している。
| 原作・キャラクター原案       | あきやまただし |
| 監督                         | のなかかずみ |
| シリーズ構成                 | やすみ哲夫、河原ゆうじ（第13期 - ）                                                                                             |
| キャラクターデザイン         | 林一哉 |
| コンセプトデザイン           | 竹村菜月 |
| プロップデザイン             | 石川健朝（第3期 - ） |
| 美術監督                     | 松宮由美 |
| 撮影監督                     | 宮崎達也→菊池達也→高橋文花→菊池達也                                                                                             |
| 音響監督                     | 藤山房伸（第1期 - 第4期）→立石弥生（第5期 - ）                                                                                  |
| 色彩設定                     | 新垣純子、伴夏代（第6期 - ）、近藤直登（第13期 - ）                                                                             |
| 編集                         | 古川雅士、新見元希（第1期・第2期）→村上義典（第3期 - ）                                                                         |
| 音楽                         | 笠松美樹 |
| 音響制作                     | 神南スタジオ |
| アニメーション制作           | グループ・タック（2010年3月 - 7月） XEBEC（2010年9月 - 2019年1月） OLM（2010年9月 - ） シグナル・エムディ（2019年4月 - 2021年） |
| アニメーションプロデューサー | 小山慎（途中まで） |
| プロデューサー               | 釜秀樹→塩入大介→山中一孝、西沢正智 金正廣（途中まで）→皆川譲→寺川英和 釜秀樹・田中渉                                            |
| 協力プロデューサー           | 村田祐一→古澤佳寛→高橋亜希人→大島孝幸 千野孝敏（途中から）、山田伸哉 内藤澄英→杉田みどり→内藤澄英 津田尚子（途中まで）          |
| 製作                         | はなかっぱプロジェクト、NHK |

### 主題歌
第1期から第4期までは主題歌はエイベックスとのタイアップであった。

#### オープニング
第1期
「カラフル」
作詞 - akko、作曲 - 松浦友也、編曲 - 皆川真人、歌 - My Little Lover
第2期
「Special」
作詞・歌 - hitomi、作曲・編曲 - Hiroyuki Fujino
第3期
4月 - 9月「そりゃそりゃそうじゃん 〜新世代のマーチ〜」
作詞・作曲・歌 - MinxZone
10月 - 3月「はなかっパレード」
作詞 - elly、作曲 - Taisho、編曲 - Gajin、歌 - 今井絵理子
第4期
「PAN-PAKA-PAN!」
作詞 - 小松レナ、作曲 - 吉田将樹、アレンジ - BLUE☆BiRDS
iDOL Street所属のユニットが交代で歌っている。
- SUPER☆GiRLS （4月 - 6月）
- iDOL Street All Members （7月 - 9月）
- Cheeky Parade （10月 - 12月）
- GEM （2014年1月 - 3月）

第5期
「ぼくが咲かせる花」
作詞 - SHiNNOSUKE・小寺可南子、作曲・編曲 - 大隅知宇、歌 - 篠ヶ谷美穂
第6期 - 第9期
「ス・マ・イ・ル」
作詞 - イイジマケン・el、作曲 - el、編曲 - manzo、歌 - 上白石萌歌
第10期 - 第15期
「えがおのまほう」
作詞・作曲・歌 - 大原ゆい子、編曲 - manzo
第15期 -
「ぴ～ぴ～ぱお！」
作詞 - 木村カエラ・CHI-MEY、作曲・編曲 - CHI-MEY、歌 - 木村カエラ

#### エンディング
第1期
「おんなじキモチ」
作詞 - 黒須チヒロ、作曲 - 藤末樹、編曲 - 松井寛、歌 - 東京女子流
はなかっぱ、ももかっぱちゃん、アゲルちゃんが曲にあわせ本来の振り付けでダンス。また、2010年9月13日放送から「Kid's ver.」になった。
第2期
毎回エンディングが変わっている
パターン1「うれしいこと」
作詞曲 - 星村麻衣、編曲 - 家原正樹、歌 - 島谷ひとみ
この曲にあわせ、アゲルちゃんの恋物語が展開されている。
パターン2「やまびこ☆ヤッホー!」
作詞 - 鴨田潤（イルリメ）、作曲・編曲・歌 - DOZ
この曲にあわせ、すぎるくんとももかっぱちゃんのお兄さんがサングラスをかけヒップホップを踊っている。
パターン3「グル☆まぜYeah!!」
作詞・歌 - hitomi、作曲・編曲 - Hiroyuki Fujino
この曲にあわせ、はなかっぱと田中先生、そしてアニメ第47話「早起きはおとく」に登場した美人の女性がダンス。
パターン4「はなかっぱえかきうた」
作詞 - あきやまただし、作曲・編曲 - AKIRASTAR、歌 - ハラサユリ
歌詞は一部原作の本と異なるところがある。
第3期
4月 - 6月「大切な言葉」
作詞 - Chihiro Kurosu（黒須チヒロ）、作曲 - 萩原和樹、編曲 - 松井寛、歌 - 東京女子流
7月 - 9月「Jumping!」
作詞 - 水野大輔 & leonn、作曲 - 水野大輔、編曲 - 宗本康兵、歌 - 北乃きい
10月 - 3月「はなかっパラダイス」
作詞 - elly、作曲・編曲 - Gajin、歌 - 今井絵理子
第4期
4月 - 9月「パラリルラ♪」
作詞 - leonn、作・編曲 - 日比野裕史、歌 - Dream5
全て実写映像で、Dream5の5人がはなかっぱとももかっぱちゃんの着ぐるみと一緒に踊っている。
10月 - 3月「ちいさな奇跡」
作詞 - 黒須チヒロ、作曲 - 渡辺和紀、編曲 - 宗像仁志、歌 - 東京女子流
東京女子流がエンディングテーマを歌うのは今回で3回目となる。
第5期
「しゅわぴか☆はみがき」（第5期は毎日、第6期は火・木・土曜日に放送、第7期以降は隔日に放送）
作詞 - 辻村結實子、作曲・編曲 - 大嵜慶子、歌 - はなかっぱ（声：中川里江）・がりぞー（声：山口勝平）
第6期 - 第14期6月20日
エンディングテーマが曜日別になっている。
「とまとっと...?とうがらし～やさいしりとり～」（第6期は月・水・金曜日に放送、第7期以降は隔日に放送）
作詞・作曲・編曲 - 柿島伸次、歌 - 柿島伸次withはなかっぱ（声：中川里江）・ももかっぱ（声：宍戸留美）
第14期6月21日 - 現在
「イチカバチカ」
作詞 - もりちよこ、作曲 - 伊秩弘将、編曲 - CHOKKAKU、歌 - 山内惠介
曲の最後にはなかっぱがランダムなじゃんけんを行う演出が追加された。

### 各話リスト
絵コンテ、演出、作画監督はNHKクロニクルに記載されていないため、作品を直接視聴しなければ記載することができない。

#### TVSP
- はなかっぱスペシャル「ぼくらの大冒険」(30分) - 2012年3月23日放映
- はなかっぱスペシャル「ワレ、ハニカッパ！ハニワノクニで大ぼうけん！」(25分) - 2024年11月4日放映

### 放送局
| 放送地域 | 放送局                    | 放送期間              | 放送日時                                                                                                  | 備考 |
| -------- | ------------------------- | --------------------- | --- | --- |
| 日本全域 | NHK Eテレ                 | 2010年3月29日 -       | 月曜 - 金曜 午前7:10 - 7:20 月曜 - 金曜 午後5:10 - 5:20 （再放送）                                        | 2022年4月から2023年3月までは再放送による時間を5:15 - 5:25に枠移動し、2023年4月からは5:10 - 5:20に枠移動。        |
| 日本全域 | カートゥーン ネットワーク | 2014年4月6日 - 2020年 | 12:15 - 12:30 1:30 - 1:45（再放送） 6:00 - 6:15（再放送） 10:30 - 10:45（再放送） 12:30 - 12:45（再放送） | 4年遅れ |
| 日本全域 | キッズステーション        | 2021年8月13日 -       | 月曜 - 金曜 8:30 - 8:45                                                                                   | EPGでは初回放送年度の区切りにより副題に「第○期」が付けられている。 毎週日曜日は9月から10月までセレクション放送。 |

### 放送形態
二本立てで放送しており、午後は午前の再放送。不定期に新作が放送されており、それ以外は過去に放送されたお話の再放送となるが、特定のお話（「なんじゃもんじゃ」など）が頻繁に再放送される傾向がある。2011年10月より金曜日の通常放送が無くなり、代わりに土曜日17時25分 - 17時30分に「はなかっぱミニ」のタイトルで一本だけの再放送が開始されたが、2012年4月から金曜日も通常放送がある形態に戻った。土曜日の「はなかっぱミニ」の放送も続行。また、2012年3月23日放送のはなかっぱスペシャル〜ぼくらの大冒険では30分の長編になっている。2014年から2020年まで、CSのアニメ専門チャンネル「カートゥーン ネットワーク」でも放送（ただし、Eテレで放送されたものの再放送）。

#### 曜日編成の移り変わり
2010年度・4月期
2010年3月29日（月曜日）から
- NHK教育テレビ
  - （本放送）月曜 - 金曜 午前7:15 - 7:25（10分）
  - （再放送）月曜 - 金曜 午後5:30 - 5:40（10分）

2011年度・10月期
2011年10月3日（月曜日）から
- NHK Eテレ
  - （本放送）月曜 - 木曜 午前7:15 - 7:25（10分）
  - （再放送）月曜 - 木曜 午後5:30 - 5:40（10分）
  - 『はなかっぱミニ』土曜 午後5:25 - 5:30（5分）

- NHK BSプレミアム
  - 月曜 - 木曜 午後0:45 - 0:55（10分）

Eテレで金曜日の放送がなくなり土曜日に『はなかっぱミニ』の放送を開始。
BSプレミアムでも月曜日 - 木曜日に放送を開始。
2012年度・4月期
2012年4月2日（月曜日） から
- NHK Eテレ
  - （本放送）月曜 - 金曜 午前7:15 - 7:25（10分）
  - （再放送）月曜 - 金曜 午後5:30 - 5:40（10分）
  - 『はなかっぱミニ』土曜 午後5:25 - 5:30（5分）

- NHK BSプレミアム
  - 月曜 - 金曜 午後0:45 - 0:55（10分）
  - 日曜 午前9:30 - 9:40（10分）

Eテレで金曜日の放送が復活、BSプレミアムで金曜日と日曜日にも放送を開始。
2012年度・10月期
2012年10月6日（土曜日）から
- NHK Eテレ
  - （本放送）月曜 - 金曜 午前7:15 - 7:25（10分）
  - （再放送）月曜 - 金曜 午後5:30 - 5:40（10分）
  - 土曜 午前9:20 - 9:30（10分）
  - 『はなかっぱミニ』土曜 午後5:25 - 5:30（5分）

- NHK BSプレミアム
  - 日曜 午前9:30 - 9:40（10分）

Eテレで土曜日午前にも放送を開始。
BSプレミアムで月曜 - 金曜の放送が終了。
2013年度・4月期
2013年度・4月1日（月曜日）から
- NHK Eテレ
  - （本放送）月曜 - 金曜 午前7:15 - 7:25（10分）
  - （再放送）月曜 - 金曜 午後5:30 - 5:40（10分）
  - 土曜 午前9:20 - 9:30（10分）

BSプレミアムでの放送と『はなかっぱミニ』が終了。
2015年度・4月期
2015年度・3月30日（月曜日）から
- NHK Eテレ
  - （本放送）月曜 - 金曜 午前7:15 - 7:25（10分）
  - （再放送）月曜 - 金曜 午後5:25 - 5:35（10分）
  - 土曜 午前9:20 - 9:30（10分）

再放送の時間が5分繰り上げられる。
2017年度・10月期
2017年度・10月2日（月曜日）から
- NHK Eテレ
  - （本放送）月曜 - 金曜 午前7:15 - 7:25（10分）
  - （再放送）月曜 - 金曜 午後5:25 - 5:35（10分）

Eテレで2017年9月30日（土曜日）に土曜の放送が終了。
2021年度・4月期
2021年度・3月29日（月曜日）から
- NHK Eテレ
  - （本放送）月曜 - 金曜 午前7:10 - 7:20（10分）
  - （再放送）月曜 - 金曜 午後5:25 - 5:35（10分）

本放送の時間が5分繰り上げられる。
2022年度・4月期
2022年度・4月4日（月曜日）から
- NHK Eテレ
  - （本放送）月曜 - 金曜 午前7:10 - 7:20（10分）
  - （再放送）月曜 - 金曜 午後5:15 - 5:25（10分）

再放送の時間が10分繰り上げられる。
2023年度・4月期
2023年度・4月3日（月曜日）から
- NHK Eテレ
  - （本放送）月曜 - 金曜 午前7:10 - 7:20（10分）
  - （再放送）月曜 - 金曜 午後5:10 - 5:20（10分）

再放送の時間が5分繰り上げられる。
2025年度・4月期
2025年度・3月31日（月曜日）から
- NHK Eテレ
  - （本放送）月曜 - 金曜 午前7:20 - 7:30（10分）
  - （再放送）月曜 - 金曜 午後5:00 - 5:10（10分）

本放送の時間が10分繰り下げられ、再放送の時間が10分繰り上げられる。

#### 変遷
| 期間       | 期間       | 放送時間（日本時間）                            | 放送時間（日本時間）                            | 放送時間（日本時間）                            | 放送時間（日本時間）                            | 放送時間（日本時間）                            | 放送時間（日本時間）                       | 放送時間（日本時間）                                         |
| 期間       | 期間       | Eテレ                                           | Eテレ                                           | Eテレ                                           | Eテレ                                           | Eテレ                                           | Eテレ                                      | BSプレミアム                                                 |
| 期間       | 期間       | 月曜                                            | 火曜                                            | 水曜                                            | 木曜                                            | 金曜                                            | 土曜                                       | BSプレミアム                                                 |
| ---------- | ---------- | ----------------------------------------------- | ----------------------------------------------- | ----------------------------------------------- | ----------------------------------------------- | ----------------------------------------------- | ------------------------------------------ | ------------------------------------------------------------ |
| 2010.3.29  | 2011.9.30  | 7:15 - 7:25（10分） / [再]17:30 - 17:40（10分） | 7:15 - 7:25（10分） / [再]17:30 - 17:40（10分） | 7:15 - 7:25（10分） / [再]17:30 - 17:40（10分） | 7:15 - 7:25（10分） / [再]17:30 - 17:40（10分） | 7:15 - 7:25（10分） / [再]17:30 - 17:40（10分） | （放送なし）                               | （放送なし）                                                 |
| 2011.10.3  | 2012.3.31  | 7:15 - 7:25（10分） / [再]17:30 - 17:40（10分） | 7:15 - 7:25（10分） / [再]17:30 - 17:40（10分） | 7:15 - 7:25（10分） / [再]17:30 - 17:40（10分） | 7:15 - 7:25（10分） / [再]17:30 - 17:40（10分） | （放送なし）                                    | 17:25 - 17:30（5分）                       | 月曜 - 木曜 12:45 - 12:55（10分）                            |
| 2012.4.2   | 2012.10.5  | 7:15 - 7:25（10分） / [再]17:30 - 17:40（10分） | 7:15 - 7:25（10分） / [再]17:30 - 17:40（10分） | 7:15 - 7:25（10分） / [再]17:30 - 17:40（10分） | 7:15 - 7:25（10分） / [再]17:30 - 17:40（10分） | 7:15 - 7:25（10分） / [再]17:30 - 17:40（10分） | 17:25 - 17:30（5分）                       | 月曜 - 金曜 12:45 - 12:55（10分） / 日曜 9:30 - 9:40（10分） |
| 2012.10.6  | 2013.3.31  | 7:15 - 7:25（10分） / [再]17:30 - 17:40（10分） | 7:15 - 7:25（10分） / [再]17:30 - 17:40（10分） | 7:15 - 7:25（10分） / [再]17:30 - 17:40（10分） | 7:15 - 7:25（10分） / [再]17:30 - 17:40（10分） | 7:15 - 7:25（10分） / [再]17:30 - 17:40（10分） | 9:20 - 9:30（10分） / 17:25 - 17:30（5分） | 日曜 9:30 - 9:40（10分）                                     |
| 2013.4.1   | 2015.3.28  | 7:15 - 7:25（10分） / [再]17:30 - 17:40（10分） | 7:15 - 7:25（10分） / [再]17:30 - 17:40（10分） | 7:15 - 7:25（10分） / [再]17:30 - 17:40（10分） | 7:15 - 7:25（10分） / [再]17:30 - 17:40（10分） | 7:15 - 7:25（10分） / [再]17:30 - 17:40（10分） | 9:20 - 9:30（10分）                        | （放送なし）                                                 |
| 2015.3.30  | 2017.9.30  | 7:15 - 7:25（10分） / [再]17:25 - 17:35（10分） | 7:15 - 7:25（10分） / [再]17:25 - 17:35（10分） | 7:15 - 7:25（10分） / [再]17:25 - 17:35（10分） | 7:15 - 7:25（10分） / [再]17:25 - 17:35（10分） | 7:15 - 7:25（10分） / [再]17:25 - 17:35（10分） | 9:20 - 9:30（10分）                        | （放送なし）                                                 |
| 2017.10.2  | 2021.3.26  | 7:15 - 7:25（10分） / [再]17:25 - 17:35（10分） | 7:15 - 7:25（10分） / [再]17:25 - 17:35（10分） | 7:15 - 7:25（10分） / [再]17:25 - 17:35（10分） | 7:15 - 7:25（10分） / [再]17:25 - 17:35（10分） | 7:15 - 7:25（10分） / [再]17:25 - 17:35（10分） | （放送なし）                               | （放送なし）                                                 |
| 2021.3.29  | 2022.4.1   | 7:10 - 7:20（10分） / [再]17:25 - 17:35（10分） | 7:10 - 7:20（10分） / [再]17:25 - 17:35（10分） | 7:10 - 7:20（10分） / [再]17:25 - 17:35（10分） | 7:10 - 7:20（10分） / [再]17:25 - 17:35（10分） | 7:10 - 7:20（10分） / [再]17:25 - 17:35（10分） | （放送なし）                               | （放送なし）                                                 |
| 2022.4.4   | 2023.3.31  | 7:10 - 7:20（10分） / [再]17:15 - 17:25（10分） | 7:10 - 7:20（10分） / [再]17:15 - 17:25（10分） | 7:10 - 7:20（10分） / [再]17:15 - 17:25（10分） | 7:10 - 7:20（10分） / [再]17:15 - 17:25（10分） | 7:10 - 7:20（10分） / [再]17:15 - 17:25（10分） | （放送なし）                               | （放送なし）                                                 |
| 2023.4.3   | 2025.03.28 | 7:10 - 7:20（10分） / [再]17:10 - 17:20（10分） | 7:10 - 7:20（10分） / [再]17:10 - 17:20（10分） | 7:10 - 7:20（10分） / [再]17:10 - 17:20（10分） | 7:10 - 7:20（10分） / [再]17:10 - 17:20（10分） | 7:10 - 7:20（10分） / [再]17:10 - 17:20（10分） | （放送なし）                               | （放送なし）                                                 |
| 2025.03.31 |            | 7:20 - 7:30（10分） / [再]17:00 - 17:10（10分） | 7:20 - 7:30（10分） / [再]17:00 - 17:10（10分） | 7:20 - 7:30（10分） / [再]17:00 - 17:10（10分） | 7:20 - 7:30（10分） / [再]17:00 - 17:10（10分） | 7:20 - 7:30（10分） / [再]17:00 - 17:10（10分） | （放送なし）                               | （放送なし）                                                 |

#### スペシャル番組
『はなかっぱスペシャル〜ぼくらの大冒険』
- NHK Eテレ（教育テレビ）
  - 2012年3月23日（金曜日）午前7:00 - 7:30（30分）
  - （再放送）2012年4月29日（日曜日）午後4:30 - 5:00

- BSプレミアム
  - 2012年3月25日（日曜日）午前9:05 - 9:35

『はなかっぱスペシャル〜ワレ、ハニカッパ！ハニワノクニで大ぼうけん！』
- NHK Eテレ（教育テレビ）
  - 2024年11月日（月曜日）午後4:40 - 5:05（25分）

#### 通常時間以外の放送
『はなかっぱ・選』
- NHK教育テレビ
  - 2010年4月29日（木曜日）午前9:00 - 午前10:00（60分）
  - 2011年1月1日（土曜日） - 1月3日（月曜日）午前7:40 - 8:00（各20分）

- NHK Eテレ（教育テレビ）
  - 2011年12月23日（金曜日） 午前9:40 - 10:00（20分）
  - 2011年12月31日（土曜日） - 2012年1月3日（火曜日）午前8:00 - 8:10（各10分）

『はなかっぱミニ・選』
- NHK Eテレ（教育テレビ）
  - 2012年1月9日（月曜日）午前10:00 - 10:15（15分）

#### BSプレミアム 冬休みキッズスペシャル
『はなかっぱミニ』
- 2011年12月24日（土曜日）午前11:55 - 12:00（5分）

『はなかっぱ』
通常の10分番組を2本（4話分）放送。
- 2011年12月25日（日曜日）午前9:25 - 9:45（20分）

『はなかっぱミニ』
2011年12月26日（月曜日）午前11:45 - 11:50（5分）
2011年12月27日（火曜日）午前11:07 - 11:12（5分）
2011年12月28日（水曜日）午前11:07 - 11:12（5分）
2011年12月29日（木曜日）午前10:43 - 10:48（5分）

### コミカライズ
あべさより『はなかっぱ』
小学一年生（小学館）にて連載された。
出水ぽすか『はなさけ!はなかっぱ』
てれびくん（小学館）にて2011年2月号から2013年8月号まで連載された。

## 劇場アニメ
『映画はなかっぱ 花さけ!パッカ〜ん♪ 蝶の国の大冒険』（えいがはなかっぱ はなさけ!パッカ〜ん♪ ちょうのくにのだいぼうけん）は、2013年4月12日公開の初の映画作品。同時上映は短編ミュージカルアニメ映画『ザッツ・はなかっぱミュージカル パンとごはん、どっちなの!?』。子どもに配慮し、館内の照明を明るめにしたり、ボリュームを小さめにしたり、子どもが声を出しても大丈夫などの対応をしている。最終興行収入は推定1億円。
キャッチコピーは「お母さんたちを 助けなきゃ!」。

### キャスト（劇場アニメ）
- はなかっぱ - 中川里江
- ひまごろう - 木内秀信
- ポッポリーヌ - 尾崎恵
- はす次郎 - 緒方賢一
- かすみ - 堀越真己
- 黒羽根屋蝶兵衛 - 高木渉
- がりぞー - 山口勝平
- アゲルちゃん - 杜野まこ
- ももかっぱちゃん - 宍戸留美
- カラバッチョ - 柳原哲也

### 劇場アニメオリジナルキャラクター
ポル
声 - 齋藤彩夏
はなかっぱと一緒に旅をすることになった不思議な男の子。
ヘレナ
声 - 江角マキコ（ゲスト）
蝶の国の女王。
コノハ
声 - 松嶋尚美（ゲスト）
王子の教育係。
もっちー
声 - 持田香織（ゲスト）
いっくん
声 - 伊藤一朗（ゲスト）

### スタッフ（劇場アニメ）
- 原作・キャラクター原案 - あきやまただし
- 監督 - のなかかずみ
- 演出 - 黒田幸生、高橋秀弥、久保山英一
- 監修 - やすみ哲夫
- 脚本 - 高橋ナツコ、やすみ哲夫
- キャラクターデザイン - 林一哉
- コンセプトデザイン - 竹村菜月
- 総作画監督 - 遠藤栄一
- 美術監督 - 松宮由美
- 色彩設定 - 新垣純子
- 撮影監督 - 宮崎達也
- 音響監督 - 藤山房伸
- 編集 - 古川雅士、村上義典
- 音楽 - 笠松美樹（5.1ch非対応）
- 製作 - 新坂純一、芳原世幸、高田佳夫、都築伸一郎、毛塚善文、依田巽、奥野敏聡、下地志直
- プロデューサー - 山中一孝、山田伸哉、西沢正智
- アニメーション制作 - XEBEC、OLM
- 製作 - 映画はなかっぱプロジェクト（東宝、メディアファクトリー、電通、小学館、ソニーPCL、ギャガ、オー・エル・エム、ジーベック）、NHK
- 配給 - 東宝映像事業部

### 主題歌（劇場アニメ）
主題歌
Every Little Thing「Lien」
挿入歌
今井絵理子「はなかっパラダイス」